# 世界くらべてみたら
『世界くらべてみたら』（せかいくらべてみたら）は、TBS系列で2017年（平成29年）10月19日から放送されているトークバラエティ番組である。略称は「せかくら」。
2019年10月の改編から新設された水曜20時枠に放送時間を移動し、ゴールデンタイムでの放送に昇格した。

## 概要
世界各国の文化や風習の違いを比較していき、スタジオには外国人タレントがおよそ20人集結して、VTRに関連したトークを繰り広げる。
なお、出演している外国人タレントの一部は、外国人がゲストやパネラーとして出演する他の番組 にも出演している。
本番組において、夫婦で国の代表として出演したのはペルーのカルロス&ベネズエラのエリザベスのみ。
2019年3月末、トルコ代表のサブリナが母国に帰国した。同年8月に久々に本番組に出演し、帰国した理由が脳震盪の後遺症で身体障害を抱える姉の介護を歳を召した両親に変わって手伝うことである事を明かした。
2019年4月18日、イラン代表のアティエの実弟であるアミル（イザディ・モバラケ・アミル・マハディ）が持病の心臓病により18歳の若さで亡くなった事が実姉のアティエのInstagram及び番組により明らかになった。
2019年秋の改編で、本番組が新設される水曜日20時枠へゴールデン昇格が決定した。この改編で長らく水曜20時からの2時間枠として放送されていた『水トク!』は終了となった。なお、TBSテレビの水曜日20時枠が1時間バラエティー番組枠になるのは『世紀のワイドショー!ザ・今夜はヒストリー』以来7年ぶりとなる。
前番組の『世界のみんなに聞いてみた』のメンバーが度々出演していたが、リモートになってからは更に出演頻度が増加している。
三原慧悟は外国人枠（台湾）で出演する唯一の日本人である。
ゴールデンタイム進出以降、本番組と19時枠の『東大王』、21時枠の『ワールド極限ミステリー』と、隔週で2時間から3時間の拡大スペシャルを放送する傾向にあり、放送頻度も1ヶ月に1 - 2回のペースである。通常時間で放送されたのは2020年10月・11月の2度のみで、同年10月21日に番組初の通常編成での放送が行われた。
2020年12月23日放送分（19:00 - 22:00）からMCに上白石萌音が加入。
2021年3月31日放送分（19:00 - 21:57）をもって、木曜深夜放送時代からMCを務めてきた渡辺直美が、同年4月より渡米するため番組を卒業した。その後、上白石が別の作品の長期撮影のために休演となっており、同年5月5日放送分より国分が一時的に単独でMCを務めた。
2024年10月からは、同改編で放送を終了する『東大王』の後枠として、放送時間を1時間繰り上げる形で水曜19時台に移動となり、後枠の20時台には『巷のウワサ大検証!それって実際どうなの会』が放送されている。
2025年6月20日、番組開始時からMCを務めてきた国分太一が、自身のコンプライアンス違反を理由に全ての活動の無期限休止を発表。これに伴い同月24日に本番組のMC降板が同局から発表された。既に収録済みの回は国分の出演部分をカットして放送。
また、本番組は後述の通り全編ローカル枠で放送されているが、極稀に全国ネットで放送される場合がある（詳細については、放送リストおよびネット局の項目を参照）。

## 出演者

### MC
- 上白石萌音 - 2020年12月23日から現在まで出演（連続テレビ小説『カムカムエヴリバディ』撮影中（2021 - 2022年）は休演となり、パネルが映っていた）。2021年8月18日放送分からMC復帰した。

#### 過去
- 渡辺直美 - 番組開始 - 2021年3月31日。MC卒業後も「せかくらファミリー」として、アメリカからの取材のVTRにリポーターとしても不定期出演している。
- 国分太一（TOKIO） - 番組開始 - 2025年6月11日。

### 出演の多いパネラー
- 千原ジュニア
- 山崎弘也（アンタッチャブル）
- ジェシー（SixTONES）

### 外国人パネラー
- アジア
  -  台湾 - ライラ、シュアン、三原慧悟
  -  中国 - カンカ、ダン 、ソ、シュウ、アメ、チチグマ、コウ、チャウチャウ
  -  韓国 - カン、キム、イルヨン、チェヒョン、ヨンジュ、ミヒャン、チャンヒョ、ジェユン
  -  モンゴル - アリナ、ウガナ、ソロンゴ
  -  タイ - ブンシリ 、スナンター
  -  マレーシア - マシータ、ムハンマド、ナズミ
  -  フィリピン - ジョアニー、ジャメル、チェリー
  -  カンボジア - チャンリナ、カンナ
  -  インドネシア - ジョバナ、アフラ、ヨフィ、ステファ（元JKT48）
  -  ベトナム - ベトハ、ファム
  -  シンガポール - ニコラス、ブイ、メリッサ
  -  インド - リティカ、サニー、バルビー、アトレー、スープリア
  -  バングラデシュ - アベディン、ティナ
  -  ネパール - カダカ
  -  スリランカ - ウマリ、クマール
  -  ウズベキスタン - オルズグル
  -  モルディブ - ユースフ
  -  ブータン - ツェリン
  -  ブルネイ - ハン
- 中東
  -  イラン - （アティエとアミルは姉弟）アティエ、アミル、アイダ
  -  アラブ首長国連邦 - カレード
  -  パキスタン - バルニー
  -  トルコ - サブリナ、エイメン、バニリ
  -  ヨルダン - ワイル
- オセアニア
  -  オーストラリア- ルイーズ、マーク、ジャッキー
  -  ニュージーランド -  ジェシカ
  -  トンガ - ラトゥ
- ヨーロッパ
  -  イタリア - ベリッシモ 、ダニエラ、フラン、アントニオ
  -  フランス - ニコラ、ジェリーピーチ 、アラン
  -  スペイン - マリア、エム、アルパ、ジョン
  -  ドイツ - サンドラ、ジェナ、メンディ、カイ、ジョージ、ニヒ（一時的にマリウス葉）
  -  ハンガリー - サンディ
  -  オランダ - トム、ルベル
  -  イギリス - レナード、ジョナサン、サミュエル、ナディア、フィン、マリー、アリス、キャロライン、ロバート
  -  ロシア - アーニャ
  -  ギリシャ - クリシ
  -  スイス - ローラン
  -  オーストリア - シミ
  -  ベルギー - サスキア、ジョフリー
  -  ウクライナ - エリザベス
  -  スウェーデン - ウルリカ
  -  ノルウェー - ラグナー、アネッテ
  -  フィンランド - アカキ、トーマス
  -  アイルランド - ユージン
  -  アイスランド - ビンニ
  -  ブルガリア - アントニオ
  -  デンマーク - アンナ
  -  セルビア - ヤイッチ
  -  アゼルバイジャン - イラージ
- 北アメリカ
  -  アメリカ合衆国 - ケイリーン、ジャスティン、ノアム、ハナサラ、アシュリー
  -  カナダ - ジェイジェイ、メラニー
  -  メキシコ - マイラ、デビット
  -  ジャマイカ - アンジェロ、モニーク
  - ドミニカ共和国 - ダイアナ
- 南アメリカ
  -  ブラジル - オジエル、ケシア
  -  アルゼンチン - ホシタンゴ、カロリナ
  -  ペルー - カルロス、タマラ、エステファニ
  -  ボリビア - ダリア
  -  エクアドル - アレキサンダー
  -  ベネズエラ - エリザベス
  -  コロンビア - エベリン
- アフリカ
  -  コートジボワール - サコ
  -  ケニア - ジャッキー、シャロン
  -  ギニア - ザイラ
  -  ガーナ - リンダ、クリスティーナ
  -  セネガル - ウセイヌ、ボガ
  -  エジプト - ハアヤ、アヤ、イサム
  -  マリ - シラ
  -  カメルーン - ベラ
  -  トーゴ - エトモシ
  -  レソト - セバスチャン
  -  ベナン - カミー
  -  シエラレオネ - ブライアン
  -  モザンビーク - セルシオ
  -  コンゴ共和国 - パトリック
  -  エチオピア - セイファ
  -  アンゴラ - ダニエル
  -  ウガンダ - ムサ
  -  タンザニア - ラディア
  -  ブルキナファソ - マミナタ
  -  モロッコ - ジャブラン、ミド
  -  ナイジェリア - ユセン
  -  南アフリカ共和国 - プリスカ、ニコラス
  -  マダガスカル - アキラ

## 放送リスト

### 木曜深夜時代（2017年10月19日 - 2019年9月19日）
| 回 | 放送日   | 番組内容 | ゲスト                                                   | 備考                              |
| -- | -------- | --- | -------------------------------------------------------- | --------------------------------- |
| 1  | 10月19日 | - 世界のいろんな場所で「一攫千金を狙う方法」をくらべてみたら? - 日本の○○世界にもある? 〜デカ盛り編〜           | 千原ジュニア、陣内智則、河北麻友子、小峠英二、茂木健一郎 |                                   |
| 2  | 10月26日 | - 世界のいろんな場所で「結婚の風習」をくらべてみたら? - 日本の○○世界にもある? 〜害虫駆除編〜                   | 千原ジュニア、藤本敏史、鈴木奈々、斎藤司、荒俣宏         |                                   |
| 3  | 11月03日 | - 世界のいろんな場所で「習い事」をくらべてみたら? - 日本の○○世界にもある? 〜ゴミ屋敷編〜                       | 藤本敏史、岡田圭右、池田美優、伊集院光                   | 15分繰り下げ （0:11 - 1:10）      |
| 4  | 11月09日 | - 世界のいろんな場所で「怖〜い怪談」をくらべてみたら? - 日本の○○世界にもある? 〜心霊スポット編〜               | 千原ジュニア、児嶋一哉、紅蘭、河合敦                     |                                   |
| 5  | 11月17日 | - 日本に住んで分かった「日本人あるある」 - お土産として母国に持って帰るとみんなが喜ぶもの                      | ヒロミ、小杉竜一、藤田ニコル、荒俣宏                     | 1時間45分繰り下げ （1:41 - 2:40） |
| 6  | 11月23日 | - 世界のいろんな場所で「便利なデリバリー」をくらべてみたら? - コレをやったらオジサン・オバサンだなぁと思う行動 | 千原ジュニア、陣内智則、小峠英二、菊地亜美               |                                   |
| 7  | 11月30日 | - 世界のいろんな場所で「話題のダイエット法」をくらべてみたら? - 密着! 日本の警察は世界とどう違う?              | 藤本敏史、高橋茂雄、橋本マナミ、安藤なつ                 |                                   |
| 8  | 12月07日 | - 世界のいろんな場所で「学校の校則」をくらべてみたら? - 「教科書」見せてください!                              | 千原ジュニア、高橋茂雄、ノブ、足立梨花                   |                                   |
| 9  | 12月14日 | - 世界のいろんな場所で「今年のヒット商品」をくらべてみたら? - 今年一番◯◯したニュース                           | 陣内智則、岡田圭右、ジェシー（ジャニーズJr.）、北村森    |                                   |

| 回 | 放送日   | 番組内容 | ゲスト                                                                                              | 備考                                        |
| -- | -------- | --- | --------------------------------------------------------------------------------------------------- | ------------------------------------------- |
| 10 | 01月04日 | - 世界のいろんな場所で「コンセプトレストラン」をくらべてみたら? - 世界のいろんな場所で「超お金持ち」をくらべてみたら? - 世界のいろんな場所の「幸運をつかむ方法」をくらべてみたら? | ヒロミ、千原ジュニア、藤本敏史、井森美幸、荒俣宏                                                    | 30分拡大SP （23:56 - 1:25）                 |
| 11 | 01月11日 | - 世界のいろんな場所で「おめでたい時に食べる料理」を くらべてみたら? - 自分の国に生まれて良かったな〜と思うお国自慢                                                               | 藤本敏史、小杉竜一、庄司智春、誠子                                                                  |                                             |
| 12 | 01月18日 | - 世界のいろんな場所で「寒いときに食べたくなるもの」をくらべてみたら? - 世界のテーブルマナー第1弾!                                                                                | ヒロミ、児嶋一哉、マリウス葉（Sexy Zone）、誠子                                                     |                                             |
| 13 | 01月25日 | 総集編 - ウセイヌセネガル大統領に会いに行く | |                                             |
| 14 | 02月01日 | - 世界のいろんな場所で「年末年始の過ごし方」をくらべてみたら? - 話題のこの件どう思ってる?                                                                                         | 千原ジュニア、斎藤司、川田裕美、荒俣宏                                                              |                                             |
| 15 | 02月08日 | - 直美inニューヨーク独占取材! - 世界のいろんな場所で「風邪を一発で治す方法」をくらべてみたら?                                                                                     | 千原ジュニア、斎藤司、川田裕美、荒俣宏                                                              |                                             |
| 16 | 02月16日 | - 世界のいろんな場所で「恋愛事情」をくらべてみたら? - 外国人楽屋モニタリングPart1                                                                                                 | 千原ジュニア、田中卓志、大久保佳代子、伊集院光                                                      | 10分繰り下げ （0:06 - 1:05）                |
| 17 | 02月23日 | - 世界のいろんな場所で「やってはいけないタブー」をくらべてみたら? - お母さんあるある                                                                                              | 千原ジュニア、春日俊彰、鈴木奈々、荒俣宏                                                            | 10分繰り下げ （0:06 - 1:05）                |
| 18 | 03月01日 | - 世界のいろんな場所で「タクシー的な乗り物」をくらべてみたら? - 緊急特別企画!外国人と飲み会してみよう!                                                                            | 千原ジュニア、濱口優、木下隆行、枡田絵理奈                                                          |                                             |
| 19 | 03月08日 | - 世界のいろんな場所で「コンプレックス」をくらべてみたら? - 外国人キャラ検証〜サコ編〜                                                                                            | 藤本敏史、小峠英二、有村藍里、小高千枝                                                              |                                             |
| 20 | 03月15日 | - 世界のいろんな場所で「ここでしか体験できないこと」 | 速水もこみち、吉田沙保里、千原ジュニア、陣内智則、菊地亜美、マリウス葉（Sexy Zone）、ブルゾンちえみ | ※ゴールデン特番（1） の未公開シーンを放送。 |
| 21 | 03月22日 | - 世界のいろんな場所で「最近の若者は…と嘆きたくなる行動」をくらべてみたら? - 外国人楽屋モニタリング Part2 - 外国人キャラ検証 〜ベリッシモ編〜                                     | 長嶋一茂、藤本敏史、児嶋一哉、いとうあさこ                                                          |                                             |
| 22 | 03月29日 | - 世界一寒い生活 体験ツアー 未公開編 - 渡辺直美 台湾へ帰る 未公開編 - 外国人 新企画プレゼンショー                                                                                 | 千原ジュニア、春日俊彰、木下優樹菜、須田亜香里（SKE48）                                             |                                             |
| 23 | 04月26日 | - 世界のいろんな場所で「美味しい缶詰」をくらべてみたら? - 突撃家庭訪問 | カンニング竹山、斎藤司、岡田結実、伊集院光                                                          |                                             |
| 24 | 05月03日 | - 世界のいろんな場所で「子どもたちの将来の夢」をくらべてみたら? - いいね! がたくさんついた日本の写真                                                                              | 陣内智則、濱口優、北乃きい、加藤ナナ                                                                |                                             |
| 25 | 05月10日 | - 世界のいろんな場所で「あま〜い食べ物」をくらべてみたら? - 日本のイメージ | 山崎弘也、小峠英二、マリウス葉（Sexy Zone）、伊藤萌々香                                             |                                             |
| 26 | 05月17日 | - 世界のいろんな場所で「子どものお小遣い」をくらべてみたら? - 日本で未だにおかしいなぁと思うこと                                                                                  | 千原ジュニア、大久保佳代子、ジェシー（ジャニーズJr.）、矢島愛弥                                     |                                             |
| 27 | 05月24日 | - 世界のいろんな場所で「贅沢」をくらべてみたら? - 外国人アンケートSHOW | カンニング竹山、春日俊彰、黒川智花、伊集院光                                                        |                                             |
| 28 | 05月31日 | - 世界のいろんな場所で「物件情報」をくらべてみたら? - 人気のアプリ | 土田晃之、陣内智則、鈴木奈々、かじがや卓哉                                                          |                                             |
| 29 | 06月08日 | - 世界のいろんな場所で「結婚式」をくらべてみたら? - スタジオ外国人に聞きたいこと Part1                                                                                            | 山崎弘也、児嶋一哉、高橋真麻、荒俣宏                                                                | 5分繰り下げ （0:01 - 1:00）                 |
| 30 | 06月15日 | - 世界くらべてみたら大運動会 | 千原ジュニア、じゅんいちダビッドソン、浅野智秋、山本里菜、品田亮太                                  | 5分繰り下げ （0:01 - 1:00）                 |
| 31 | 06月22日 | - 世界のいろんな場所で「美肌になるために気をつけていること」をくらべてみたら? - 外国人に聞きたいこと Part2                                                                        | 千原ジュニア、春日俊彰、木下優樹菜、須田亜香里（SKE48）                                             | 5分繰り下げ （0:01 - 1:00）                 |
| 32 | 06月29日 | 総集編 - 世界衝撃シーン ワールドカップ | | 5分繰り下げ （0:01 - 1:00）                 |
| 33 | 07月06日 | - 世界のいろんな場所で「自動販売機」をくらべてみたら? - 日本について書かれているガイドブック                                                                                      | 山崎弘也、陣内智則、川村エミコ、たかのてるこ                                                        | 5分繰り下げ （0:01 - 1:00）                 |
| 34 | 07月13日 | - 世界のいろんな場所で「絶叫アクティビティ」をくらべてみたら? - せかくら期末テスト                                                                                                | 千原ジュニア、濱口優、ジェシー（ジャニーズJr.）、村上佳菜子                                         | 5分繰り下げ （0:01 - 1:00）                 |
| 35 | 07月26日 | - 世界のいろんな場所で「美人の条件」をくらべてみたら? - 世界のいろんな場所で「ストレス解消法」をくらべてみたら?                                                                   | 福士蒼汰、千原ジュニア、田中美佐子、藤本敏史、カミナリ                                              | ※ゴールデン特番（2） の未公開シーンを放送。 |
| 36 | 08月02日 | 女子会スペシャル第1弾 - 世界のいろんな場所で「サイテー男」をくらべてみたら? - 女性外国人たちにいろいろ聞いてみる!                                                                 | 山崎弘也、大久保佳代子、庄司智春、菊地亜美                                                          |                                             |
| 37 | 08月09日 | - 世界のいろんな場所で「最強の武術」をくらべてみたら? - 世界のことわざ・慣用句をくらべてみよう!                                                                                   | 千原ジュニア、小峠英二、荻野由佳（NGT48）、齋藤孝                                                   | 2分繰り下げ （23:58 - 0:57）                |
| 38 | 08月17日 | - 世界のいろんな場所で「話題のデートスポット」をくらべてみたら? - 世界のいろいろな方法で「幽霊」を呼んでみよう!                                                                   | 陣内智則、濱口優、小倉優香、伊集院光                                                                | 5分繰り下げ （0:01 - 1:00）                 |
| 39 | 08月23日 | - 世界のいろんな場所で「暑いときに食べたくなる料理」をくらべてみたら? - 外国人オススメ「母国レストラン」ツアー Part1                                                              | 千原ジュニア、陣内智則、福地桃子、荒俣宏                                                            |                                             |
| 40 | 08月30日 | - 世界のいろんな場所で「ギャンブル」をくらべてみたら? - 世界のテーブルマナー第2弾!                                                                                                | 小籔千豊、庄司智春、藤田ニコル、マリウス葉（Sexy Zone）                                             |                                             |
| 41 | 09月06日 | - 世界のいろんな場所で「居酒屋」をくらべてみたら? - 世界の国にも「東京vs大阪」的ライバル関係はある?                                                                               | 千原ジュニア、陣内智則、谷まりあ、板倉俊之                                                          | 1分繰り下げ （23:57 - 0:56）                |
| 42 | 09月13日 | - 世界のいろんな場所で「モテる男」をくらべてみたら? - 未だに日本の生活で困っていること!                                                                                           | 山崎弘也、小峠英二、大久保佳代子、近藤千尋                                                          | 1分繰り下げ （23:57 - 0:56）                |
| 43 | 09月20日 | 秋の授業参観スペシャル! - 世界のいろんな場所で「家庭内ルール」をくらべてみたら? - 世界のいろんな場所で「実家からの仕送り」をくらべてみたら?                                       | 千原ジュニア、陣内智則、木下優樹菜、桝田絵理奈                                                      | 1分繰り下げ （23:57 - 0:56）                |
| 44 | 09月28日 | 総集編 - 日本人が信じられない 世界の常識SP! | | 15分繰り下げ （0:11 - 1:10）                |
| 45 | 10月05日 | 女子会スペシャル第2弾 - 世界のいろんな場所で「女子ウケグルメ」をくらべてみたら?                                                                                                   | 山崎弘也、小籔千豊、若槻千夏、堀田茜                                                                | 25分繰り下げ （0:21 - 1:20）                |
| 46 | 10月25日 | - 世界のいろんな場所で「売れ筋ヒット商品」をくらべてみたら? - ブラジル代表・オジエルがデカ盛りに挑戦 - カンボジア代表・チャンリナのアジア大会報告                                 | 小泉孝太郎、千原ジュニア、島崎和歌子、陣内智則、中村仁美、マリウス葉（Sexy Zone）、山崎弘也、濱口優 | ※ゴールデン特番（3） の未公開シーンを放送。 |
| 47 | 11月01日 | - 世界のいろんな場所で「◯◯の秋」をくらべてみたら? - いま世界で流行っている動画 | 千原ジュニア、陣内智則、谷まりあ、ゆきぽよ                                                          |                                             |
| 48 | 11月08日 | - 世界のいろんな場所で「文房具」をくらべてみたら? - 外国人オススメ「母国レストラン」ツアー Part2                                                                                  | 山崎弘也、濱口優、橋本マナミ、大石JUNICHI（文房具芸人）                                             |                                             |
| 49 | 11月15日 | - 世界のいろんな場所で「温泉街」をくらべてみたら? - 外国人オススメ「母国レストラン」ツアーPart3                                                                                   | 千原ジュニア、陣内智則、オカリナ、ジェシー（ジャニーズJr.）                                         |                                             |
| 50 | 11月22日 | - 世界のいろんな場所で「商店街」をくらべてみたら? | 小籔千豊、山崎弘也、安めぐみ、ジェシー（ジャニーズJr.）                                             |                                             |
| 51 | 11月29日 | - 世界のいろんな場所で「お弁当」をくらべてみたら? | 小籔千豊、濱口優、辻希美、マリウス葉（Sexy Zone）                                                   |                                             |
| 52 | 12月06日 | - 世界のいろんな場所で「高級食材」をくらべてみたら? | 山崎弘也、小峠英二、川村エミコ、堀田茜                                                              |                                             |
| 53 | 12月13日 | 総集編 - 日本とは違いすぎる! 世界の衝撃現場SP | |                                             |
| 54 | 12月20日 | - 世界のいろんな場所で「今年のヒット商品」をくらべてみたら? | 小籔千豊、朝日奈央、マリウス葉（Sexy Zone）、ひょっこりはん                                         |                                             |
| 55 | 12月28日 | - 日本ではありえない! スタッフも衝撃を受けた驚きの常識SP! - スタジオ外国人プレゼンツ! 自分が一番ウケた瞬間!                                                                       | | 年末特別編。 2時間45分SP （0:50 - 3:35）    |

| 回 | 放送日   | 番組内容 | ゲスト                                                                                         | 備考                                                                     |
| -- | -------- | --- | ---------------------------------------------------------------------------------------------- | ------------------------------------------------------------------------ |
| 56 | 01月24日 | - 千原ジュニアと温泉旅行SP                                                                                           | 千原ジュニア、山崎弘也、春日俊彰、川村エミコ                                                   |                                                                          |
| 57 | 01月31日 | - 世界の色んな場所で「理想の老後」をくらべてみたら? - ホテル三日月 温泉&宴会SP後半戦                                 | 千原ジュニア、春日俊彰、鈴木奈々、荒俣宏                                                       |                                                                          |
| 58 | 02月07日 | - 世界の「レトルト食品」をくらべてみたら? - 第二回外国人メンバー新企画プレゼンショー                                 | 千原ジュニア、春日俊彰、鈴木奈々、荒俣宏                                                       |                                                                          |
| 59 | 02月14日 | - 世界の「ナイトスポット」をくらべてみたら? - アメリカデカ盛りグルメ                                                 | 土田晃之、山崎弘也、いとうあさこ、谷まりあ                                                     |                                                                          |
| 60 | 02月22日 | - 直美がNYで家を買う!? 爆食三姉妹VSアメリカデカ盛り!! - 世界の『豪華物件』をくらべてみたら? - 日本の○○日本にもある!? | 千原ジュニア、山崎弘也、小倉優子、IKKO、マリウス葉（Sexy Zone）                                | 10分繰り下げ （0:06 - 1:05） ※ゴールデン特番（4） の未公開シーンを放送。 |
| 61 | 02月28日 | - 世界の「パワースポット」くらべてみたら? - 世界の『験担ぎ』をくらべてみたら?                                        | 小籔千豊、陣内智則、大久保佳代子、マリウス葉（Sexy Zone）                                      |                                                                          |
| 62 | 03月07日 | - 世界の「テレビ局」くらべてみたら?                                                                                  | 千原ジュニア、山崎弘也、枡田絵理奈、ジェシー（SixTONES）                                       |                                                                          |
| 63 | 03月14日 | - 世界の「ご飯のお供」くらべてみたら?                                                                                | 土田晃之、山崎弘也、いとうあさこ、谷まりあ                                                     |                                                                          |
| 64 | 03月21日 | - 日本では考えられない世界グルメツアー                                                                               |                                                                                                |                                                                          |
| 65 | 04月18日 | - 世界の「稼げるアルバイト」をくらべてみたら? - 世界の「最新詐欺事情」をくらべてみたら?                              | 千原ジュニア、小籔千豊、マリウス葉（Sexy Zone）、多田文明                                      |                                                                          |
| 66 | 04月25日 | - 世界で「日本」といえば何を連想する? - スタジオで外国人メンバーから各国のイメージを聞いてみた!                      | 山崎弘也、陣内智則、西野未姫、ジェシー（SixTONES）                                             |                                                                          |
| 67 | 05月02日 | - 世界の「漁港」をくらべてみたら? - ガイドブックには載らないイタリア ローマの絶品グルメ!                             | 山崎弘也、濱口優、川田裕美、ジェシー（SixTONES）                                               |                                                                          |
| 68 | 05月09日 | - 世界の「世界一」をくらべてみたら? - 世界の「住みやすい国グランプリ」                                               | 千原ジュニア、藤本敏史、高山一実（乃木坂46）、マリウス葉（Sexy Zone）                          |                                                                          |
| 69 | 05月16日 | - 世界の「絶景」をくらべてみたら? - 世界の「なぞなぞ」をくらべてみよう!                                              | 千原ジュニア、小籔千豊、滝沢カレン、Mr.シャチホコ                                              |                                                                          |
| 70 | 05月23日 | - 外国人メンバーと各国の食材店ツアー!!                                                                               | 山崎弘也、ジェシー（SixTONES）                                                                 |                                                                          |
| 71 | 05月30日 | - 世界の「春の味覚といえば?」をくらべてみたら - せかくらホームルーム                                                 | 山崎弘也、陣内智則、秋元真夏（乃木坂46）、ジェシー（SixTONES）                                 |                                                                          |
| 72 | 06月06日 | - 世界の「行列のできる場所」をくらべてみたら - 世界のみんなの実家に帰ろう!                                           | 山崎弘也、濱口優、滝沢カレン、ジェシー（SixTONES）                                             |                                                                          |
| 73 | 6月13日  | - 世界の「ベストセラー」をくらべてみたら - 外国人観光客に「日本で一番おいしかった料理はなんですか?」と聞いてみた!    | 千原ジュニア、小籔千豊、ゆきぽよ、羽田圭介                                                     |                                                                          |
| 74 | 06月20日 | - 日本とはどう違う? 世界家族事情SP                                                                                   |                                                                                                |                                                                          |
| 75 | 06月27日 | - 世界の「便利なキッチングッズ」をくらべてみた - ザキヤマの『外国人の晩ゴハン!! in ネパール』                        | 山崎弘也、陣内智則、ギャル曽根、生駒里奈                                                       |                                                                          |
| 76 | 07月11日 | - 世界の「1万円で出来ること」をくらべてみた - 世界の『法律』くらべてみたら?                                          | 小籔千豊、陣内智則、川村エミコ、ジェシー（SixTONES）                                           |                                                                          |
| 77 | 07月18日 | - 世界の「麺料理」をくらべてみた - 世界のちょい足し調味料を食べてみよう!                                             | 千原ジュニア、濱口優、藤本美貴、ジェシー（SixTONES）                                           |                                                                          |
| 78 | 07月25日 | - 世界の「働く動物」をくらべてみたら - 世界でやってはいけない! 日本のジェスチャー                                    | 千原ジュニア、山崎弘也、高橋ユウ、ジェシー（SixTONES）                                         |                                                                          |
| 79 | 08月01日 | - 日本人の知らないアフリカSP                                                                                         | 千原ジュニア、小籔千豊、川田裕美、ジェシー（SixTONES）                                         |                                                                          |
| 80 | 08月08日 | - 世界の『お化け屋敷』をくらべてみたら - 世界の『ホラー映画』をくらべてみたら                                        | 山崎弘也、井戸田潤、河北麻友子、神田愛花、赤ペン瀧川                                           |                                                                          |
| 81 | 08月16日 | - 世界の『度胸飯』をくらべてみたら - 世界の『心理テスト』をくらべてみたら                                            | 千原ジュニア、小籔千豊、高山一実（乃木坂46）、ジェシー（SixTONES）                             | 20分繰り下げ （0:16 - 1:15）                                             |
| 82 | 08月22日 | - 夏休み 外国人メンバーの里帰り! - 週刊 世界くらべてみたら批評                                                       | 山崎弘也、陣内智則、枡田絵理奈、ジェシー（SixTONES）                                           |                                                                          |
| 83 | 08月29日 | - 日本では考えられない 世界のお金事情                                                                                |                                                                                                | 2分繰り下げ （23:58 - 0:57）                                             |
| 84 | 09月05日 | - 世界の「夜食」をくらべてみたら - 世界の『トップニュース』をくらべてみたら                                          | 山崎弘也、陣内智則、久保史緒里（乃木坂46）、マリウス葉（Sexy Zone）                            | 2分繰り下げ （23:58 - 0:57）                                             |
| 85 | 09月13日 | - ゲストをおもてなし!『母国レストランツアー』 - ザキヤマの『外国人の晩ゴハン!! in ニュージーランド』                 | スペシャルゲスト：松本穂香 山崎弘也、陣内智則、久保史緒里（乃木坂46）、マリウス葉（Sexy Zone） | 5分繰り下げ （0:01 - 1:00）                                              |
| 86 | 09月19日 | - 世界の仰天グルメスペシャル                                                                                         |                                                                                                | 2分繰り下げ （23:58 - 0:57）                                             |

### ゴールデン特番（木曜深夜時代）
| 回 | 放送日   | 放送時間      | 番組内容 | ゲスト                                                                                              | 備考 |
| -- | -------- | ------------- | --- | --------------------------------------------------------------------------------------------------- | ---- |
| 1  | 03月14日 | 20:00 - 21:57 | - 世界のいろんな場所で「ここでしか食べられないもの」をくらべてみたら? - 渡辺直美故郷・台湾へ帰る - 日本の有名人の海外移住生活                                                             | 速水もこみち、吉田沙保里、千原ジュニア、陣内智則、菊地亜美、マリウス葉（Sexy Zone）、ブルゾンちえみ |      |
| 2  | 07月18日 | 20:00 - 21:57 | - 世界のいろんな場所で「売れてる家電」をくらべてみたら? - 世界のいろんな場所で「巨大スーパー」をくらべてみたら? - 世界のいろんな場所で「ストレス解消法」をくらべてみたら?                 | 福士蒼汰、千原ジュニア、田中美佐子、藤本敏史、カミナリ                                              |      |
| 3  | 10月08日 | 21:00 - 23:07 | ゴールデン2時間スペシャル - 世界のいろんな場所で「巨大スーパー」をくらべてみたら? - 世界のいろんな場所で「デカ盛り」をくらべてみたら? - 世界のいろんな場所で「若返り法」をくらべてみたら? | 小泉孝太郎、千原ジュニア、島崎和歌子、陣内智則、中村仁美、マリウス葉（Sexy Zone）                   |      |

| 回 | 放送日   | 放送時間      | 番組内容 | ゲスト                                                          | 備考 |
| -- | -------- | ------------- | --- | --------------------------------------------------------------- | ---- |
| 4  | 02月20日 | 20:00 - 21:57 | 日本と違いすぎる驚きの常識スペシャル - 世界のデカ盛りグルメをくらべてみたら? - 世界の警察をくらべてみたら? - 世界の巨大スーパーをくらべてみたら? - 世界の豪華物件をくらべてみたら? - 世界の日帰りツアーをくらべてみたら? | 千原ジュニア、山崎弘也、小倉優子、IKKO、マリウス葉（Sexy Zone） |      |

### 水曜ゴールデン時代（2019年10月30日 - ）

#### レギュラー第1期
| 回 | 放送日   | 番組内容 | ゲスト | 備考                      |
| -- | -------- | --- | --- | ------------------------- |
| 1  | 10月30日 | 世界の仰天グルメスペシャル - あなたの国の『秋の味覚』をくらべてみたら? - あなたの趣味、世界でやってみませんか? 〜激辛編〜 - 大好きグルメ ワールドツアー 〜牛肉編〜                 | スタジオゲスト：菅野美穂、千原ジュニア、山崎弘也、村上佳菜子、マリウス葉（Sexy Zone） ロケゲスト：中川大志、松下由樹、IKKO | 2時間SP （20:00 - 21:57） |
| 2  | 11月20日 | - 渡辺直美が『アナと雪の女王2』公開直前のディズニーアニメーションスタジオへ潜入! - 大好きグルメ ワールドツアー 〜鶏肉編〜 - 世界のデカ盛りくらべてみたら 〜アメリカ ラスベガス編〜 | スタジオゲスト：千原ジュニア、山崎弘也、中村アン、早見あかり、ジェシー（SixTONES） ロケゲスト：斎藤工、永田裕志、小林尊    | 2時間SP （20:00 - 21:57） |

| 回 | 放送日   | 番組内容 | ゲスト | 備考                                                             |
| -- | -------- | --- | --- | ---------------------------------------------------------------- |
| 3  | 01月22日 | - あなたの国の『巨大スーパー』をくらべてみたら? - 世界の『驚き村』に泊まってみよう! - あなたの国の『イケメン』をくらべてみたら? | スタジオゲスト：千原ジュニア、濱口優、山崎弘也、三田寛子、矢田亜希子、早見あかり、マリウス葉（Sexy Zone）、芳根京子、ジェシー（SixTONES） ロケゲスト：ギャル曽根           |                                                                  |
| 4  | 02月12日 | - 世界の『麺料理』をくらべてみたら? - 世界の『結婚式』をくらべてみたら? - 日本の「不思議だなぁ?」と思ったことは? | スタジオゲスト：山崎弘也、千原ジュニア、濱口優、矢田亜希子、三田寛子、芳根京子、マリウス葉（Sexy Zone）、ジェシー（SixTONES）                                              |                                                                  |
| 5  | 02月26日 | - 世界の『売れ筋家電』をくらべてみたら? - 世界の『美肌を保つ方法』をくらべてみたら? - 世界の『ご飯のお供』をくらべてみたら? | スタジオゲスト：千原ジュニア、山崎弘也、千葉雄大、白石麻衣、ジェシー（SixTONES）                                                                                           |                                                                  |
| 6  | 03月04日 | - 世界の『漁港メシ』をくらべてみたら? - いきなりせかくら観光! - 世界の『風邪の治し方&予防法』をくらべてみたら? | スタジオゲスト：千原ジュニア、山崎弘也、長嶋一茂、フワちゃん、ジェシー（SixTONES）                                                                                         |                                                                  |
| 7  | 03月25日 | - 世界の『巨大スーパー』をくらべてみたら? - 世界の『驚き村』へ行ってみた! | スタジオゲスト：千原ジュニア、山崎弘也、IKKO、ファーストサマーウイカ、マリウス葉（Sexy Zone）                                                                              | 3時間SP （19:00 - 21:57）                                        |
| 8  | 04月15日 | - 世界の『デカ盛り』をくらべてみたら? - 世界のみんなが『日本の○○』を初めて食べてみたら? - 外国人メンバーが初体験! 『本場の○○』食べてみたら? - 超簡単! 世界のアレンジレシピ対決!                                                                              | スタジオゲスト：千原ジュニア、山崎弘也、本田望結、和牛、ジェシー（SixTONES） ロケゲスト：ますぶちさちよ、アントニー（マテンロウ）、MAX鈴木、後藤拓実（四千頭身）           | 2時間SP （20:00 - 21:57）                                        |
| 9  | 04月29日 | - 世界の『おうち時間』をくらべてみたら? - 海外に住んでいる芸能人は今おうちで何してる?? - 世界の驚きの常識ツアー | ロケゲスト：野沢直子、日登美、平愛梨 | 2時間SP （20:00 - 21:57）                                        |
| 10 | 05月13日 | - 世界の『デカ盛り』くらべてみたら? in ラスベガス - 世界の『移住生活』くらべてみたら? - 世界のいろんな場所で『初めて日本の食べ物を食べたときの反応』をくらべてみたら? - せかくらファミリー今何してる??                                                       | 千原ジュニア、山崎弘也 ロケゲスト：ジェシー（SixTONES）、永田裕志、小林尊、久保純子、トンプソン・ルーク、吉川ひなの                                                        | 2時間SP （20:00 - 21:57）                                        |
| 11 | 05月27日 | - 世界の『巨大スーパー』をくらべてみたら? - 世界の『デリバリー』をくらべてみたら? - 世界のいろんな場所で『人気の和食店』をくらべてみたら? - せかくらファミリー今何してる??                                                                                   | 千原ジュニア、山崎弘也、ジェシー（SixTONES） ロケゲスト：金田朋子 | 2時間SP （20:00 - 21:57）                                        |
| 12 | 06月10日 | - 世界の『稼げるアルバイト』をくらべてみたら? - 日本と世界の『家の違い』をくらべてみたら? - 世界の『屋台グルメ』をくらべてみたら? | 出川哲朗、千原ジュニア、山崎弘也、マリウス葉（Sexy Zone） ロケゲスト：ぺこぱ                                                                                               | 2時間SP （20:00 - 21:57）                                        |
| 13 | 07月01日 | - 世界の『おいしいパン』をくらべてみたら? - 世界のいろんな場所で『初めて日本の食べ物をたべたときの反応』をくらべてみたら? - 日本とセネガルの『警察24時』をくらべてみたら?                                                                                    | 千原ジュニア、山崎弘也、マリウス葉（Sexy Zone）、生見愛瑠 | 2時間SP （20:00 - 21:57）                                        |
| 14 | 07月29日 | - 世界のいろんな場所で『日本人にオススメするお菓子』をくらべてみたら? - 世界のいろんな場所で『話題のCM』をくらべてみたら? - 世界の『日本人にあまり知られていない絶景』をくらべてみたら?                                                                      | 千原ジュニア、山崎弘也、和牛、マリウス葉（Sexy Zone）、高山一実（乃木坂46）                                                                                                | 2時間SP （20:00 - 21:57）                                        |
| 15 | 08月19日 | - 世界のいろんな場所で『お米料理』をくらべてみたら? - 世界のいろんな場所で『マクドナルド』をくらべてみたら? - 新企画! 世界を空から見てみたら? - 世界で『日本の食べ物を初めて食べたときの反応』をくらべてみたら?                                              | 長嶋一茂、IKKO、千原ジュニア、山崎弘也、ジェシー（SixTONES）、マリウス葉（Sexy Zone）、フワちゃん                                                                          | 3時間SP （19:00 - 21:57）                                        |
| 16 | 09月09日 | - 世界の『ドレッシング』をくらべてみたら? - 世界で『突然日本の食材を渡したらどんな料理になる?』をくらべてみたら? - 世界で『鞄の中身』をくらべてみたら? - 日本に住む外国人に『日本の定番』を聞いてみたら日本人とどれだけ違うのか?                             | 千原ジュニア、山崎弘也、かまいたち、鷲見玲奈、ジェシー（SixTONES） | 2時間SP （20:00 - 21:57）                                        |
| 17 | 10月07日 | - 世界の『一発逆転村』をくらべてみたら? - 世界の『ピザハット』をくらべてみたら? - 世界で『初めて日本の食べ物を食べたときの反応』をくらべてみたら? | スペシャルゲスト：三吉彩花 千原ジュニア、陣内智則、山崎弘也、尾形貴弘、宮下草薙、マリウス葉（Sexy Zone）、山之内すず                                                       | 3時間SP （19:00 - 21:57）                                        |
| 18 | 10月21日 | - 世界の『コンビニ』をくらべてみたら? - ディーン・フジオカがオススメする思い出の味とは? | スペシャルゲスト：ディーン・フジオカ 山崎弘也、小峠英二、3時のヒロイン、ジェシー（SixTONES）                                                                               | ゴールデン進出後初の通常放送。                                   |
| 19 | 11月04日 | - 世界の『屋台メシ』をくらべてみたら? - 世界の『話題のCM』くらべてみたら? - 外国人に食べてもらいたいオススメの日本グルメとは? | 千原ジュニア、陣内智則、ぺこぱ、谷まりあ、マリウス葉（Sexy Zone） |                                                                  |
| 20 | 11月11日 | - 世界の『揚げ物』をくらべてみたら? - 世界で『初めて日本の食べ物を食べたときの反応』をくらべてみたら? - 中条あやみ思い出の地と中継! | スペシャルゲスト：中条あやみ 千原ジュニア、山崎弘也、ぼる塾、ジェシー（SixTONES）                                                                                          | 2時間SP （20:00 - 21:57）                                        |
| 21 | 11月25日 | - 世界の『マクドナルド』をくらべてみたら? - 世界で『突然日本の食材を渡したらどうなる?』をくらべてみたら? - 世界の『スゴイ通学路』をくらべてみたら? - 市川猿之助が今一番会いたい世界的パフォーマー高見亜梨彩と中継!                                           | スペシャルゲスト：市川猿之助、森山未來 IKKO、千原ジュニア、陣内智則、柴田英嗣、アインシュタイン、ジェシー（SixTONES）、マリウス葉（Sexy Zone）、岡部大（ハナコ）、生見愛瑠 | 3時間SP （19:00 - 21:57）                                        |
| 22 | 12月23日 | - 世界の『クリスマス』をくらべてみたら? - 世界の『セブン-イレブン』をくらべてみたら? - 世界で『初めて日本の食べ物を食べたときの反応』をくらべてみたら? - 世界のみんなに『あなたの国の風邪予防』を聞いてみた! - 新MC・上白石萌音の思い出の地・メキシコと中継! | 出川哲朗、千原ジュニア、宮川大輔、陣内智則、山崎弘也、小峠英二、ジェシー（SixTONES）、トリンドル玲奈                                                                       | 3時間SP （19:00 - 22:00） この回より、上白石萌音がMCとして加入。 |

| 回 | 放送日   | 番組内容 | ゲスト | 備考 |
| -- | -------- | --- | --- | --- |
| 23 | 01月06日 | - 世界の『スシロー』をくらべてみたら? - 世界の『マクドナルド』をくらべてみたら?〈第3弾〉 - 世界で『初めて日本の食べ物を食べたときの反応』をくらべてみたら? - 新春特別企画「世界で売れるかも!? 外国人にウケる! 芸人グランプリ!」 | スペシャルゲスト：尾上松也、菜々緒 出川哲朗、千原ジュニア、山崎弘也、チョコレートプラネット、ジェシー（SixTONES）、ぺこぱ、谷まりあ                                         | 4時間SP （19:00 - 22:57） |
| 24 | 01月27日 | - 世界の『ケンタッキーフライドチキン』をくらべてみたら? - 世界の『年末年始の過ごし方』をくらべてみたら? | スペシャルゲスト：安達祐実 千原ジュニア、山崎弘也、すゑひろがりず、ジェシー（SixTONES）                                                                                     | 2時間SP （20:00 - 21:57） |
| 25 | 02月10日 | - 世界の『極上メシ』をくらべてみたら? - 土屋太鳳憧れのイタリア・ローマと中継!! | スペシャルゲスト：土屋太鳳 千原ジュニア、山崎弘也、ジェシー（SixTONES） | 2時間SP （20:00 - 21:57） |
| 26 | 02月24日 | - 世界の『都市伝説』をくらべてみたら? | スペシャルゲスト：吉川愛 千原ジュニア、大久保佳代子、山崎弘也、ジェシー（SixTONES）、ミキ                                                                                   | 2時間SP （20:00 - 21:57） |
| 27 | 03月10日 | - 世界の『デニーズ』をくらべてみたら? - 世界の『最新家電』をくらべてみたら? | スペシャルゲスト：水原希子 出川哲朗、北斗晶、千原ジュニア、山崎弘也、ジェシー（SixTONES）、おいでやすこが                                                                   | 2時間SP （19:00 - 21:00） |
| 28 | 03月31日 | - 世界の『モスバーガー』をくらべてみたら? - 世界の『くら寿司』をくらべてみたら? - 世界の『絶景鉄道』をくらべてみたら? - 世界で『初めて日本の食べ物を食べたときの反応』をくらべてみたら? | スペシャルゲスト：奈緒、松井玲奈 コロッケ、千原ジュニア、宮川大輔、山崎弘也、ジェシー（SixTONES）、マヂカルラブリー                                                         | 3時間SP （19:00 - 21:57） この回をもって、渡辺直美がMC卒業。 |
| 29 | 05月05日 | - 世界の『スシロー』をくらべてみたら? - 世界最大の「スシロー」オープンに密着! 日本の回転寿司がタイに初出店! - 世界の『巨大スーパー』をくらべてみたら? - TBS系SDGsプロジェクト「地球を笑顔にするWEEK」特別企画 - 世界の『小学校に通う子どもたち』をくらべてみたら? 【SDGs4. 質の高い教育をみんなに】 - 近い将来、地球から消えてしまうかもしれないもの 【SDGs13. 気候変動に具体的な対策を】 【SDGs15. 陸の豊かさを守ろう】 | 北斗晶、千原ジュニア、山崎弘也、矢田亜希子、ぺこぱ、ジェシー（SixTONES）、本田望結、ロイ                                                                                    | 3時間SP （19:00 - 21:57） 同局が実施するSDGsプロジェクト『地球を笑顔にするWEEK』の一環として放送。 上白石が別の作品の撮影のため、この回より一時的に国分の単独MC。                                      |
| 30 | 05月19日 | - 世界の『人気リゾート地』をくらべてみたら? - 世界で『日本の食べ物を初めて食べたときの反応』をくらべてみたら? | 千原ジュニア、陣内智則、山崎弘也、ジェシー（SixTONES）、見取り図、トリンドル玲奈                                                                                            | 2時間SP （19:00 - 21:00） |
| 31 | 06月02日 | - 世界の『テーマパーク』をくらべてみたら? - みんなの国にはどんなテーマパークがある? | 千原ジュニア、山崎弘也、川田裕美、ジェシー（SixTONES）、谷まりあ、ガンバレルーヤ                                                                                            | 2時間SP （20:00 - 21:57） |
| 32 | 06月23日 | - 世界で『金メダル候補』をくらべてみたら? - 世界で『回転寿司』をくらべてみたら? - 世界で『初めて日本の食べ物を食べた時の反応』をくらべてみたら? | 千原ジュニア、山崎弘也、若槻千夏、ジェシー（SixTONES）、ニューヨーク、山之内すず 『初めて日本の食べ物を食べた時の反応』ブロック：渡辺直美、宮川大輔、奈緒、マヂカルラブリー | 2時間SP （20:00 - 21:57） |
| 33 | 08月04日 | - 世界の『花火大会』をくらべてみたら? - 世界の『その国でしか見られない達人SHOW』くらべてみたら? - 世界で『初めて日本の食べ物を食べた時の反応』をくらべてみたら? | 千原ジュニア、山崎弘也、アンミカ、ジェシー（SixTONES）、村上佳菜子、マヂカルラブリー ロケゲスト：渡辺直美                                                                   | 2時間SP （19:00 - 21:00） この回より上白石がMCに復帰。 また初代MCの渡辺もロケゲストとして、ニューヨークの花火大会を取材した。                                                                          |
| 34 | 08月18日 | - 世界の『都市伝説』をくらべてみたら? - 夏休み特別企画!! 宇宙から世界をくらべてみたら? - 番組史上初! 国際宇宙ステーションISSと中継! - スペシャルゲスト・橋本環奈さんが今行きたい国・イタリアと中継! | スペシャルゲスト：星出彰彦（JAXA宇宙飛行士@国際宇宙ステーション）、橋本環奈 千原ジュニア、山崎弘也、児嶋一哉、ジェシー（SixTONES） / 山口敏太郎                             | 2時間SP （20:00 - 21:57） |
| 35 | 09月22日 | - 世界の『丸亀製麺』をくらべてみたら? - 世界の「巨大スーパー」くらべてみたら? - 世界で「日本の食べ物を初めて食べたときの反応」をくらべてみたら? | スペシャルゲスト：ウルフ・アロン、奈緒 千原ジュニア、陣内智則、ケンドーコバヤシ、山崎弘也、若槻千夏、錦鯉、山内健司（かまいたち）、ジェシー（SixTONES）                     | 3時間SP （19:00 - 21:57） |
| 36 | 10月06日 | - 世界の『マクドナルド』をくらべてみたら? 第4弾! - 世界の「絶景鉄道」くらべてみたら? - 世界で「カレーハウスCoCo壱番屋」をくらべてみたら? - 東京五輪・スケートボード男子 金メダリスト・堀米雄斗選手と中継! | スペシャルゲスト：杏 千原ジュニア、陣内智則、ケンドーコバヤシ、山崎弘也、森泉、ジェシー（SixTONES）、ミルクボーイ、ハナコ スペシャルロケゲスト：堀米雄斗                    | 3時間SP （19:00 - 21:57） |
| 37 | 10月20日 | - 世界で『みんなが持っている一番高いもの』をくらべてみたら? - 外国人メンバーが持っている一番高いものを見てみよう! - 世界の『インスタントラーメン』をくらべてみたら? - 外国人メンバーに自分の国や地域のおすすめのインスタントラーメンを聞いて食べてみよう! | スペシャルゲスト：新川優愛 IKKO、千原ジュニア、山崎弘也、チャンカワイ、ジェシー（SixTONES）、オカリナ                                                                       | 2時間SP （20:00 - 21:57） |
| 38 | 11月03日 | - アメリカ・ディズニーワールド開業50周年記念イベントに潜入! - TBS系SDGsプロジェクト「地球を笑顔にするWEEK」特別企画 | 出川哲朗、千原ジュニア、山崎弘也、乙葉、ジェシー（SixTONES）、ティモンディ、山之内すず                                                                                      | 同局が実施するSDGsプロジェクト『地球を笑顔にするWEEK』の一環で『東大王』とコラボレーションし、 『東大王×世界くらべてみたら 合体4時間SP!世界のSDGsをくらべてみたら』（19:00 - 22:57）として放送された。 |
| 39 | 11月24日 | - 『スシロー』中国本土1号店、オープンの裏側に密着! 果たして受け入れられるのか? - スーパーに売っている【アノ商品】のルーツを世界中で徹底調査! - 「せかくら」と知らない土地を訪ねてみよう! - 世界で「初めて日本の食べ物を食べたときの反応」をくらべてみたら? | スペシャルゲスト：池崎大輔 千原ジュニア、ケンドーコバヤシ、陣内智則、山崎弘也、若槻千夏、狩野英孝、ジェシー（SixTONES）、藤田ニコル、3時のヒロイン                          | 3時間SP （19:00 - 21:57） |
| 40 | 12月22日 | - 世界の都市伝説くらべてみたら? - 世界で初めて日本の食べ物を食べたときの反応をくらべてみたら? | スペシャルゲスト：杉咲花 千原ジュニア、児嶋一哉、山崎弘也、乙葉、ジェシー（SixTONES）、ミキ、ぼる塾                                                                         | 3時間SP （19:00 - 21:57） |

| 回 | 放送日   | 番組内容 | ゲスト | 備考 |
| -- | -------- | --- | --- | --- |
| 41 | 01月05日 | - 世界の「スシロー」をくらべてみたら? - 「ウォルト・ディズニー・ワールド」50周年記念イベント徹底紹介! Part2 - 世界の「マクドナルド」をくらべてみたら? - 新春3時間スペシャル特別企画!渡辺直美×レディー・ガガSP対談!                                                          | スペシャルゲスト：間宮祥太朗 出川哲朗、千原ジュニア、陣内智則、ケンドーコバヤシ、山崎弘也、ジェシー（SixTONES）、マヂカルラブリー、高山一実 ロケゲスト：渡辺直美 | |
| 42 | 01月26日 | - 世界で「日本人が思っている疑問」を徹底調査! - 世界の「大阪王将」をくらべてみたら? - 世界の「こんなところにレストラン」をくらべてみたら? - 世界の「日本の食べ物を初めて食べたときの反応」をくらべてみたら? - スペシャルゲスト・有村架純さんの思い出の地・ノルウェーと中継! | スペシャルゲスト：有村架純 千原ジュニア、くっきー!、山崎弘也、アンミカ、錦鯉、ジェシー（SixTONES）、鬼越トマホーク、矢吹奈子（HKT48）                            | |
| 43 | 02月09日 | - 世界の「マクドナルド」をくらべてみたら? - 世界で「お金持ちのお買い物」をくらべてみたら? | スペシャルゲスト：市川海老蔵 ケンドーコバヤシ、山崎弘也、森泉、ジェシー（SixTONES）、四千頭身                                                                    | 2時間SP （19:00 - 21:00） |
| 44 | 03月02日 | - 世界の「ドン・キホーテ」をくらべてみたら? - 世界で「絶景鉄道」をくらべてみたら? - 世界で「トンデモ不動産」をくらべてみたら? - 世界で「日本の食べ物を初めて食べたときの反応」をくらべてみたら?                                                                             | スペシャルゲスト：堀田真由 千原ジュニア、陣内智則、山崎弘也、狩野英孝、三四郎、百田夏菜子（ももいろクローバーZ）、京本大我（SixTONES）                           | 3時間SP （19:00 - 21:57） |
| 45 | 04月06日 | - 日本のスーパーで売ってるコレ、世界のどこから来てる? を徹底調査! - 世界で「ドミノ・ピザ」をくらべてみたら? - 世界で「今、日本人に教えたいことって何ですか?」を聞いてみた! - 北京オリンピック・パラリンピックで初めて聞いた国に行ってみよう!                                | スペシャルゲスト：桐谷健太 出川哲朗、千原ジュニア、ケンドーコバヤシ、山崎弘也、島袋寛子、ジェシー（SixTONES）、オズワルド、ヒコロヒー                            | 3時間SP （19:00 - 21:57） |
| 46 | 05月04日 | - 世界の「名門大学」くらべてみたら? - TBS系SDGsプロジェクト「地球を笑顔にするWEEK」特別企画 - SDGs特別企画 世界のフードロス料理を作ってみよう! | SDGsスペシャルゲスト：杏、井上咲楽、国山ハセン（TBSアナウンサー） 千原ジュニア、山崎弘也、ジェシー（SixTONES）、インディアンス                                   | 2時間SP （20:00 - 22:00） |
| 47 | 05月25日 | - 世界の「都市伝説」くらべてみたら! | スペシャルゲスト：向井理 千原ジュニア、児嶋一哉、山崎弘也、乙葉、ジェシー（SixTONES）、福田麻貴 / 山口敏太郎                                                     | 2時間SP （20:00 - 21:57） |
| 48 | 06月08日 | - 「ディズニー・ワールド」50周年記念イベント徹底紹介! 第3弾! - 世界で「今、日本人に教えたいことってなんですか?」を聞いてみた! - 世界で「スタミナ料理」をくらべてみたら | スペシャルゲスト：藤井フミヤ、観月ありさ 千原ジュニア、山崎弘也、ジェシー（SixTONES）、ぺこぱ                                                                    | 2時間SP （20:00 - 21:57） |
| 49 | 06月29日 | - 新企画! せかくらスマホが世界一周! 「人生最後に食べたいものは何ですか?」 - 世界で「スゴイ家族」をくらべてみた! - 世界で「公邸料理人」をくらべてみたら | 出川哲朗、千原ジュニア、山崎弘也、ジェシー（SixTONES）、岸優太（King & Prince）、モグライダー、髙橋ひかる                                                        | 2時間SP （20:00 - 21:57） |
| 50 | 07月06日 | - 世界で「ケンタッキーフライドチキン」くらべてみたら? - 世界で「牛角」をくらべてみた! - 世界で「獄激辛やきそば」を食べた時の反応をくらべてみたら? - 日本が世界に挑戦! そのリアルな評価と苦労を追いかけてみた!                                                               | スペシャルゲスト：中村倫也、新垣結衣、城桧吏 伊集院光、IKKO、千原ジュニア、陣内智則、山崎弘也、ジェシー（SixTONES）、マヂカルラブリー、Aマッソ                   | 3時間SP （19:00 - 21:57） |
| 51 | 08月10日 | - スーパーで売られている【コレ】世界のどこでから来てる?を徹底調査! - 世界で「マクドナルド」をくらべてみた！ - 世界の開かずの金庫vs最強のカギ開け師 - 2022年夏、人気観光地「ハワイ」最新情報!                                                                                | スペシャルゲスト：橋本環奈 伊集院光、千原ジュニア、ケンドーコバヤシ、山崎弘也、長谷川忍、ジェシー（SixTONES）、錦鯉、ゆうちゃみ                                  | 3時間SP （19:00 - 21:57） |
| 52 | 09月14日 | - 世界から出題! 【コレ】なんだと思う? - 世界の絶景鉄道くらべてみたら - 世界の工場見学! コレどこからきてる? - 行っては行けない!? ウラ世界遺産! | 出川哲朗、千原ジュニア、雛形あきこ、山崎弘也、ジェシー（SixTONES）、インディアンス                                                                               | 2時間SP （19:00 - 21:00） |
| 53 | 09月28日 | - 3年ぶりに開催! トマト祭りのウラ側初公開! - 南米ペルー『麻薬撲滅作戦』の最前線へ!日本のテレビ初密着! - ハリウッドスター大集合! 世界最大級のイベントに潜入! | 伊集院光、千原ジュニア、山崎弘也、中川翔子、ジェシー（SixTONES）、ミキ                                                                                           | 2時間SP （19:00 - 21:00） |
| 54 | 10月19日 | - 世界から出題! 【コレ】なんだと思う? - 世界の巨大スーパーくらべてみたら - 世界でペヤング獄激辛やきそばFinalを食べた時の反応をくらべてみたら | スペシャルゲスト：杉咲花 北斗晶、千原ジュニア、ケンドーコバヤシ、山崎弘也、丸山桂里奈、ジェシー（SixTONES）、山添寛                                              | 2時間SP （20:00 - 21:57） |
| 55 | 11月02日 | - パリから女優・杏が現地取材!フランス最新フードロス対策 - 世界のアップサイクルくらべてみたら? - 世界の「子どもたち」をくらべてみたら | SDGsスペシャルゲスト：杏（フランスロケ）、井上咲楽 スペシャルゲスト：ヒロミ 伊集院光、千原ジュニア、山崎弘也、森泉、ジェシー（SixTONES）、Matt Rose              | 2021年に引き続き、同局が実施するSDGsプロジェクト『地球を笑顔にするWEEK』の一環で『東大王』とコラボレーションし、 『東大王×世界くらべてみたらSDGｓ合体3時間SP!女優・杏がフランス現地取材』（19:00 - 22:00）として放送された。 |
| 56 | 11月16日 | - 世界でマクドナルドくらべてみたら - 世界のスゴイ家族くらべてみたら? | 伊集院光、千原ジュニア、山崎弘也、玉井詩織、ジェシー（SixTONES）、鬼越トマホーク コーナーゲスト：ヒロミ、森泉、Matt Rose、井上咲楽                               | 90分SP （19:00 - 20:30） |
| 57 | 11月30日 | - 世界で「モスバーガー」くらべてみたら - 世界の「塚田農場」くらべてみたら? | 伊集院光、千原ジュニア、山崎弘也、乙葉、ジェシー（SixTONES）、岡田結実、ティモンディ                                                                             | 2時間SP （20:00 - 21:57） |
| 58 | 12月21日 | - 世界の「くら寿司」くらべてみたら - 世界の「丸亀製麺」くらべてみたら? - 上白石萌音が行く 幸せ探しの旅 in タイ! | スペシャルゲスト：市川猿之助 伊集院光、千原ジュニア、陣内智則、鈴木亜美、山崎弘也、乙葉、ジェシー（SixTONES）、カミナリ コーナーゲスト：雨宮塔子、おいでやすこが | 3時間SP （19:00 - 22:00） |

| 回 | 放送日   | 番組内容 | ゲスト | 備考                      |
| -- | -------- | --- | --- | ------------------------- |
| 59 | 01月18日 | - 伊藤英明が死ぬまでに行きたい! 世界極上温泉ツアーinポルトガル - 特別企画! 宇宙と世界をくらべてみよう!第2弾! - JAXA宇宙航空研究開発機構の筑波宇宙センターで学ぼう! - 宇宙とスタジオを生中継! 宇宙飛行士・若田さんに直接聞いてみよう - 世界のマクドナルドをくらべてみたら | 伊集院光、千原ジュニア、雨宮塔子、山崎弘也、ジェシー（SixTONES）、おいでやすこが コーナーゲスト：市川猿之助、陣内智則、カミナリ                                                                                   | 2時間SP （20:00 - 21:57） |
| 60 | 02月08日 | - 世界の「吉野家」くらべてみたら - どっちが食べたい!? 韓国vs台湾 冬の絶品グルメ対決3本勝負! - ブラッド・ピット&マーゴット・ロビーに渡辺直美がインタビュー! | スペシャルゲスト：中島裕翔（Hey! Say! JUMP） 伊集院光、IKKO、千原ジュニア、山崎弘也、狩野英孝、ジェシー（SixTONES） 韓国vs台湾 冬の絶品グルメ対決3本勝負プレゼンター：北斗晶&門倉凛（韓国）、なすなかにし（台湾） | 2時間SP （19:00 - 21:00） |
| 61 | 02月15日 | - 土屋太鳳のはじめてミッション in オーストラリア - キャンピングカーで世界一周! 雲野ファミリードキュメント 第2弾 | 伊集院光、IKKO、千原ジュニア、山崎弘也、なすなかにし、ジェシー（SixTONES）、岡田結実 | 90分SP （20:30 - 21:57）  |
| 62 | 03月08日 | - 「スシロー」海外新店舗オープンに密着! - 美食のW杯 フランス料理世界一決定戦! 悲願の初優勝に日本代表に挑む! - ディズニー100周年記念イベントを渡辺直美が現地レポート! - キャンピングカーで世界一周! 雲野ファミリードキュメント 第3弾                                      | 伊集院光、YOU、千原ジュニア、山崎弘也、ジェシー（SixTONES）、錦鯉、ウエストランド ロケゲスト：渡辺直美 | 3時間SP （19:00 - 21:57） |
| 63 | 04月19日 | - 世界で「わらしべ長者」をやってみた! - 杏とジュニア&ザキヤマが美食の都を食べくらべ！ | スペシャルゲスト：宮沢氷魚 千原ジュニア、山崎弘也、アンミカ、ジェシー（SixTONES） ロケゲスト：杏 | 90分SP （20:30 - 21:57）  |
| 64 | 04月26日 | - 日本の「カラオケ」を世界でくらべてみた! - ディズニー100周年記念イベントを渡辺直美が現地レポート・後半戦! | 千原ジュニア、山崎弘也、アレックス・ラミレス、ラミレス美保、川田裕美、ジェシー（SixTONES） ロケゲスト：渡辺直美                                                                                                   | 75分SP （20:45 - 21:57）  |
| 65 | 05月24日 | - 日本の採点カラオケを世界でくらべてみた! | 千原ジュニア、山崎弘也、中川翔子、ジェシー（SixTONES）、鷲見玲奈 ロケゲスト：高橋洋子 | 75分SP （20:45 - 21:57）  |
| 66 | 05月31日 | - 世界の『スシロー』くらべてわかった七不思議 - 日本の採点カラオケを世界でやってみた! - 日本の匠が世界へ挑戦! お掃除のプロ・ダスキンvs世界汚れ | 千原ジュニア、山崎弘也、アンミカ、中川翔子、川田裕美、ジェシー（SixTONES）、鷲見玲奈、谷まりあ、池田美優 | 2時間SP （19:00 - 21:00） |
| 67 | 06月21日 | - 「せかくら」厳選! この夏行きたい世界のおすすめスポット! - 日本のわらしべ長者を世界でやってみた! - YouTubeで大成功した村へ潜入! - 杏とジュニア&ザキヤマが美食の都を食べくらべ!【後半戦】                                                                                | 千原ジュニア、山崎弘也、アンミカ、川田裕美、宮沢氷魚、ジェシー（SixTONES）、池田美優 ロケゲスト：照英、杏 | 3時間SP （19:00 - 21:57） |
| 68 | 07月19日 | - 日本の採点カラオケを世界でやってみた! - 【新企画】世界中でお宝を釣り上げろ! マグネットフィッシング - キャンピングカーで世界一周! 雲野ファミリードキュメント第4弾 | 千原ジュニア、山崎弘也、アンミカ、川田裕美、大沢あかね、ジェシー（SixTONES）、谷まりあ、池田美優 | 2時間SP （19:00 - 21:00） |
| 69 | 08月02日 | - 日本の匠が世界を救う! お掃除のプロ・ダスキンが世界の汚れに挑む! - 世界一辛さに強い国はどこ!? 『獄激辛やきそば Final』で対決! - 超強力マグネットで世界のお宝を釣りあげろ!【第2弾】 - 灼熱の国・ジブチで日本の冷却グッズは通用するのか?                                  | 三田寛子、千原ジュニア、山崎弘也、大沢あかね、川田裕美、ジェシー（SixTONES）、池田美優 | 3時間SP （19:00 - 21:57） |
| 70 | 09月13日 | - 世界の巨大スーパーくらべてみたら - 日本のわらしべ長者を世界でやってみた! | 千原ジュニア、山崎弘也、大沢あかね、平愛梨、ジェシー（SixTONES）、池田美優 ロケゲスト：佐々木健介&北斗晶夫婦、尾形貴弘（パンサー）、雛形あきこ、金田朋子                                                          | 2時間SP （19:00 - 21:00） |
| 71 | 10月11日 | - 世界のデカ盛りグルメをくらべてみたら - キャンピングカーで世界一周! 雲野ファミリードキュメント第5弾 - 【世界と戦う日本人! パン職人世界No.1決定戦に密着!】 | 千原ジュニア、山崎弘也、アレックス・ラミレス、ラミレス美保、森泉、川田裕美、平愛梨、ジェシー（SixTONES）、池田美優                                                                                                | 2時間SP （19:00 - 21:00） |
| 72 | 10月25日 | - 本場フランスで日本のパンは通用する!? - 日本の採点カラオケを世界でやってみた! - 上白石萌音がスペイン・トマト祭りに参戦! | 千原ジュニア、山崎弘也、矢田亜希子、森泉、ジェシー（SixTONES）、池田美優 | 2時間SP （19:00 - 21:00） |
| 73 | 11月01日 | - 世界のデカ盛りメニューに日本の大食い姉妹が挑戦! - 「ドン・キホーテ」海外新店舗オープンに密着! - 上白石萌音のスペイン解放旅 第2弾! わらしべ長者に挑戦! | 千原ジュニア、山崎弘也、矢田亜希子、森泉、SHELLY、ジェシー（SixTONES）、池田美優 | 2時間SP （19:00 - 21:00） |
| 74 | 11月29日 | - 【世界を救え! 日本の匠】メキシコ料理人に日本のラーメンを伝授! - お宝を釣りあげろ! マグネットフィッシング - 上白石萌音のスペイン解放旅 最終章! スペインの人々にハッピーサプライズ!                                                                                      | 千原ジュニア、山崎弘也、矢田亜希子、森泉、川田裕美、SHELLY、ジェシー（SixTONES）、池田美優 | 2時間SP （19:00 - 21:00） |
| 75 | 12月06日 | - 日本全国の定番お土産 世界で一番人気なのはどれ? - 独占密着! 元横綱・白鵬ファミリーのモンゴル里帰りに密着! | 千原ジュニア、山崎弘也、矢田亜希子、森泉、川田裕美、ジェシー（SixTONES）、池田美優 | 3時間SP （19:00 - 21:57） |

| 回 | 放送日   | 番組内容 | ゲスト | 備考 |
| -- | -------- | --- | --- | --- |
| 76 | 01月10日 | - 香港ディズニーランド 弾丸1日で満喫スペシャル! - 世界最大級のアニメフェスに潜入! 採点カラオケで一番歌が上手い国は? | 千原ジュニア、山崎弘也、藤本美貴、ジェシー（SixTONES）、池田美優 ロケゲスト：土屋アンナ、青山テルマ / きただにひろし                          | 100分SP （19:00 - 20:40） |
| 77 | 01月24日 | - 世界中の『マクドナルド』ご当地メニューくらべてみた! - 世界でそこでしか食べられない激レアグルメ! | 千原ジュニア、山崎弘也、藤本美貴、青山テルマ、ジェシー（SixTONES）、池田美優 ロケゲスト：渡辺直美 / IKKO、マリウス葉、MAX鈴木、ますぶちさちよ | 2時間SP （19:00 - 21:00） |
| 78 | 02月07日 | - 世界デカ盛りに日本の大食い姉妹が挑戦! in テキサス - 世界で夫婦の絆をくらべてみた! | 千原ジュニア、山崎弘也、藤本美貴、川田裕美、ジェシー（SixTONES）                                                                              | 2時間SP （19:00 - 20:54） |
| 79 | 02月21日 | - 世界の巨大スーパーくらべてみた! - 世界でわらしべ長者をやってみた! | 千原ジュニア、山崎弘也、森泉、藤本美貴、川田裕美、ジェシー（SixTONES）、池田美優 ロケゲスト：やす子                                           | 2時間SP （19:00 - 20:54） |
| 80 | 03月27日 | - 世界のデカ盛りに日本の大食い姉妹が挑戦! - 第2回 全国おみやげ総選挙 - 日本の最強鍵開け師が世界の開かずの金庫に挑戦! - 突撃! 上白石萌音&松村北斗 日本とドイツをくらべてみた!【前半】                                                                             | 千原ジュニア、山崎弘也、森泉、藤本美貴、川田裕美、ジェシー（SixTONES）、朝日奈央、池田美優 ロケゲスト：松村北斗（SixTONES）                   | 3時間SP （19:00 - 21:57） |
| 81 | 04月10日 | - 世界のデカ盛りに日本の大食い姉妹が挑戦! - 日本の採点カラオケを世界で歌ってもらった! - 突撃! 上白石萌音&松村北斗 日本とドイツをくらべてみた!【後半】 | 千原ジュニア、山崎弘也、矢田亜希子、森泉、藤本美貴、川田裕美、ジェシー（SixTONES）、朝日奈央、池田美優 ロケゲスト：松村北斗（SixTONES）       | 110分SP （19:00 - 20:50） |
| 82 | 04月17日 | - ストレージオークション in アメリカ - 日本のわらしべ長者を世界でやってみた! - キャンピングカーで世界一周! 雲野ファミリードキュメント第6弾 | 千原ジュニア、山崎弘也、矢田亜希子、藤本美貴、川田裕美、ジェシー（SixTONES） ロケゲスト：照英、Matt Rose                                      | 2時間SP （19:54 - 21:58） |
| 83 | 05月01日 | - 世界の巨大スーパーくらべてみた! - 和食チェーン店・大戸屋がタイで大人気に! 新店舗オープンに密着! - 世界で検証! 夫婦の絆をくらべてみた! | 千原ジュニア、山崎弘也、川田裕美、辻󠄀希美、河北麻友子、川栄李奈、ジェシー（SixTONES）                                                          | 2時間SP （20:00 - 21:58） |
| 84 | 05月08日 | - 世界の巨大スーパーくらべてみた! - 日本のわらしべ長者を世界でやってみた! | 千原ジュニア、山崎弘也、SHELLY、河北麻友子、川栄李奈、ジェシー（SixTONES）、池田美優                                                          | 100分SP （19:00 - 20:40） |
| 85 | 05月15日 | - 日本の大食い姉妹が世界のデカ盛りに挑戦! - 世界日本語発見! | 千原ジュニア、山崎弘也、SHELLY、ジェシー（SixTONES）、池田美優 / 川田裕美、朝日奈央                                                           | 105分SP （19:00 - 20:45） |
| 86 | 05月29日 | - セブンイレブンの人気冷凍食品は本場で通用するのか!? - 日本の匠が世界の料理人に本場の味を伝授! | 千原ジュニア、山崎弘也、藤本美貴、河北麻友子、ジェシー（SixTONES）、池田美優                                                                  | 110分SP （19:00 - 20:50） |
| 87 | 06月26日 | - 『ドン・キホーテ』グアム初出店に独占密着! - 番組初潜入! サウジアラビアってどんな国? - 本当は美味しい! ロンドン飯【前編】 | 千原ジュニア、山崎弘也、アンミカ、藤本美貴、ジェシー（SixTONES）、池田美優、ゆうちゃみ                                                        | 2時間SP（18:30 - 20:30） なお、EPG上では『世界くらべてみたら×それって実際どうなの会 グアムドンキ&一攫千金SP』として、『巷のウワサ大検証!それって実際どうなの会』（20:30 - 21:58）との合同特番として放送された。 |
| 88 | 07月10日 | - 本当は美味しい!? ロンドン飯! - ご飯に一番合うおかずは一体何? ご飯のお供総選挙! - どこの国でしょうクイズ! | 千原ジュニア、山崎弘也、アンミカ、野々村友紀子、藤本美貴、ジェシー（SixTONES）、池田美優、荒川（エルフ）                                      | 2時間SP（18:30 - 20:30） |
| 89 | 07月31日 | - 日本の大食い姉妹が世界のデカ盛りに挑戦! in オーストラリア【第2弾】 - 【第3回】全国お土産総選挙! | 千原ジュニア、山崎弘也、藤本美貴、ジェシー（SixTONES）、池田美優、ゆうちゃみ                                                                  | 110分SP （19:00 - 20:50） |
| 90 | 08月28日 | - 日本の大食い姉妹が世界のデカ盛りに挑戦! in オーストラリア【第3弾】 - フロリダ ウォルト・ディズニー・ワールド・リゾート大満喫SP! - 上白石萌音が緊急参戦! はらぺこツインズがパリを食べつくす! - キャンピングカーで世界一周! 雲野ファミリードキュメント【最終章】 | 千原ジュニア、山崎弘也、アンミカ、藤本美貴、玉井詩織、ジェシー（SixTONES）、池田美優、ゆうちゃみ                                              | 3時間SP （19:00 - 21:58） |
| 91 | 09月11日 | - 上白石萌音も参戦! はらぺこツインズがフランスグルメを食べつくす!【後編】 - 世界日本語発見! in クロアチア - クイズ! どこの国でしょう? | 千原ジュニア、山崎弘也、アンミカ、藤本美貴、ジェシー（SixTONES）、池田美優                                                                    | 90分SP （19:00 - 20:30） |
| 92 | 09月25日 | - 日本の大食い姉妹が世界のデカ盛りに挑戦! in ニューヨーク - 本当の美食の国はどっち!? フランスvsイタリア | 千原ジュニア、山崎弘也、野々村友紀子、藤本美貴、SHELLY、川田裕美、玉井詩織、ジェシー（SixTONES）、荒川（エルフ）                              | 140分SP （18:30 - 20:50） |

#### レギュラー第2期
| 回 | 放送日   | 番組内容 | ゲスト | 備考 |
| -- | -------- | --- | --- | --- |
| 93 | 10月09日 | パスタソース総選挙&採点カラオケ 日本が世界へ挑戦SP! - 日本で人気のパスタソースは本場・イタリアで通用するのか!? - 日本の採点カラオケを世界でやってみた!inメキシコ | スペシャルゲスト：生瀬勝久、満島真之介 千原ジュニア、山崎弘也、アンミカ、藤本美貴、大沢あかね、SHELLY、川田裕美、ジェシー（SixTONES）、池田美優 | 2時間SP （18:30 - 20:30） この回は『世界くらべてみたら×巷のウワサ大検証!それって実際どうなの会 合体SP』として、『巷のウワサ大検証!それって実際どうなの会』のレギュラー初回（20:30 - 21:58）との合同特番として放送。同番組会長（MC）の生瀬とレギュラーの満島がスペシャルゲストとして出演した。 |
| 94 | 10月16日 | 芸術・食欲の秋 カラオケ&デカ盛りスペシャル! - サルに占拠された村 in タイ - はらぺこツインズが世界のデカ盛りに挑戦! in ニューヨーク - 日本の採点カラオケを世界でやってみた! in インドネシア                                                                                  | スペシャルゲスト：神木隆之介、池田エライザ 千原ジュニア、山崎弘也、SHELLY、藤本美貴、中川翔子、川田裕美、鷲見玲奈、ジェシー（SixTONES）、池田美優 ロケゲスト：JOY                                                                                       | 2時間SP （18:30 - 20:30） |
| 95 | 11月06日 | - 世界の小学校で日本語集めてみた | スペシャルゲスト SDGs大使：小泉孝太郎 千原ジュニア、山崎弘也、森泉、川田裕美、ジェシー（SixTONES） | 19時台に枠移動後、初の通常放送。 同局が実施するSDGsプロジェクト『地球を笑顔にするWEEK』の一環として放送。 |
| 96 | 11月13日 | 世界のデカ盛り&スピンオフ企画 日本くらべてみたら! - はらぺこツインズが世界のデカ盛りに挑戦!in マイアミ - 牛丼チェーン「松屋」初出店!島根vs鳥取 - 宇都宮vs浜松vs宮崎 地元の餃子愛No.1はどこだ!? - 北海道vs沖縄 地元愛が強いのはどっち!? - 大阪vs広島 お好み焼きプライド対決! | 千原ジュニア、山崎弘也、横澤夏子、ジェシー（SixTONES） 各県代表ゲスト：岡野雅行（島根）、武尊（鳥取）、オカリナ（おかずクラブ、宮崎）、鏡優翔（栃木）、田中道子（静岡）、藤本美貴（北海道）、満島真之介（沖縄）、野々村友紀子（大阪）、槙野智章（広島） | 3時間SP （19:00 - 21:58） |
| 97 | 12月06日 | 世界のデカ盛り&全国お土産総選挙 リベンジ編! - はらぺこツインズが世界のデカ盛りに挑戦! in マイアミ - 全国お土産総選挙 リベンジ編!【アメリカ/スウェーデン/ブラジル】 | スペシャルゲスト：天海祐希 千原ジュニア、山崎弘也、藤本美貴、ジェシー（SixTONES） | 金曜特別編・2時間SP （19:00 - 20:55） |
| 98 | 12月18日 | 人気芸人が世界へ挑戦&冬の総選挙スペシャル! - 人気芸人が韓国でお笑いライブ開催! 一番ウケたのは誰? - 第2回 全国ご飯のお供総選挙!【アメリカ/スペイン/ペルー】 | 千原ジュニア、山崎弘也、森泉、藤本美貴、ジェシー（SixTONES）、池田美優 ロケゲスト:吉村崇、ネルソンズ、ライス、エルフ、ハイキングウォーキング、5GAP | 2時間SP （19:00 - 21:00） |

| 回  | 放送日   | 番組内容 | ゲスト | 備考 |
| --- | -------- | --- | --- | --- |
| 99  | 01月08日 | 全国ご当地グルメ総選挙SP! - 全国ご当地グルメ総選挙!（アメリカ/ドイツ/南アフリカ） | 千原ジュニア、山崎弘也、藤本美貴、SHELLY、川田裕美、ジェシー（SixTONES）、池田美優 | 90分SP （19:00 - 20:30）                                                                                   |
| 100 | 01月15日 | 放送100回記念! 上海ディズニーリゾート大満喫SP - 「せかくら」海外ディズニー4か所目! 上海ディズニーランド | 千原ジュニア、山崎弘也、藤本美貴、SHELLY、ジェシー（SixTONES）、池田美優 ロケゲスト：青山テルマ | 110分SP （19:00 - 20:50）                                                                                  |
| 101 | 01月29日 | 木村拓哉が初登場! フランス・パリの食文化を徹底調査! - はらぺこツインズが世界のデカ盛りに挑戦! in マイアミ - 木村拓哉が美食の街パリで日本人の知らない食文化を調査! | スペシャルゲスト：木村拓哉 千原ジュニア、山崎弘也、野々村友紀子、藤本美貴、横澤夏子、ジェシー（SixTONES）、池田美優 ロケゲスト：沢村一樹、中村アン | 90分SP （19:00 - 20:30）                                                                                   |
| 102 | 02月05日 | 直美が4年ぶりに帰ってきた&冬のあったかグルメ総選挙SP! - 世界の極寒の地で開催! あったかグルメ総選挙 - 渡辺直美はNYで実際何してるの? 密着取材してみた!【前編】 | スペシャルゲスト：渡辺直美 千原ジュニア、山崎弘也、森泉、藤本美貴、ジェシー（SixTONES）、池田美優 | 90分SP （19:00 - 20:30）                                                                                   |
| 103 | 02月12日 | バレンタイン直前! チョコレート総選挙 - 渡辺直美はNYで実際何してるの? 密着取材してみた!【後編】 - バレンタイン直前! チョコレート総選挙（アメリカ/スウェーデン/メキシコ） - 倉庫の中からお宝を探せ! ストレージオークション（アメリカ） | スペシャルゲスト：渡辺直美 千原ジュニア、山崎弘也、野々村友紀子、森泉、藤本美貴、ジェシー（SixTONES）、池田美優 ロケゲスト：尾形貴弘（パンサー） | 2時間半SP （18:30 - 20:54）                                                                                |
| 104 | 02月26日 | 日本の最強鍵開け師vs台湾・開かずの金庫! - はらぺこツインズのデカ盛り番外編 in アメリカ・マイアミ - 日本の最強鍵開け師が台湾の開かずの金庫に挑む! - 世界日本語発見! in セントルシア | スペシャルゲスト：天海祐希 千原ジュニア、山崎弘也、藤本美貴、川田裕美、ジェシー（SixTONES）、池田美優 | 90分SP （19:00 - 20:30）                                                                                   |
| 105 | 03月12日 | 「ドン・キホーテ」海外新店舗オープンに密着! - 実は子どもでも短期間で100万円稼げる!? in ノルウェー - ハワイの「ドン・キホーテ」新店舗オープンに独占密着! | 千原ジュニア、山崎弘也、藤本美貴、川田裕美、ジェシー（SixTONES）、ヒコロヒー、池田美優 | 90分SP （19:00 - 20:30）                                                                                   |
| 106 | 04月02日 | スピンオフ企画「日本くらべてみたら!」 - 栃木県vs福岡県 地元のイチゴを見抜けるのはどっち? - 地元のスターが突然路上ライブをしたら人はどれくらい集まる? - 全国のローカルスーパーお惣菜バトル! 一番売れるのはどれ? | 青山テルマ、井桁弘恵、岩本照（Snow Man）、大久保佳代子、小川麻琴、数原龍友、小峠英二、平野早矢香、藤本美貴、マギー審司、武藤敬司 ロケゲスト：クレイ勇輝、Mr.シャチホコ、なかやまきんに君、井上咲楽 | 2時間SP （19:00 - 20:54）                                                                                  |
| 107 | 04月09日 | 日本を代表する冷凍食品が世界に挑む! 冷凍食品総選挙! - 世界で人気の冷凍食品はどれ? - 世界で稼げる高給職業! | 千原ジュニア、山崎弘也、川田裕美、ジェシー（SixTONES）、池田美優 ロケゲスト：ディーン・フジオカ | 2時間SP （19:00 - 20:54）                                                                                  |
| 108 | 04月23日 | デカ盛り&便利グッズ総選挙SP! - はらぺこツインズが世界のデカ盛りに挑戦! in ハワイ - 日本のは世界で通用するのか!? 便利グッズ総選挙! | 千原ジュニア、山崎弘也、アンミカ、藤本美貴、市川紗椰、ジェシー（SixTONES） | 2時間SP （19:00 - 20:54）                                                                                  |
| 109 | 05月07日 | メガパンケーキ&採点カラオケ&相撲チャレンジ! - はらぺこツインズが世界のデカ盛りに挑戦! in ハワイ2 - 日本の採点カラオケを世界でやってみた! in ブラジル・サントス - 日本の力士vsアメリカの力自慢 勝つのはどっち!? / アメリカ | 千原ジュニア、山崎弘也、アンミカ、藤本美貴、川田裕美、市川紗椰、ジェシー（SixTONES）、池田美優 | 2時間SP （19:00 - 20:54）                                                                                  |
| 110 | 05月14日 | 『世界くらべてみたら』&『日本くらべてみたら』スペシャル! - 『世界くらべてみたら』 - はらぺこツインズが世界のデカ盛りに挑戦! in ハワイ3 - 日本の力士vsアメリカの力自慢 勝つのはどっち!?【後編】/アメリカ - 『日本くらべてみたら』 - 青森県vs和歌山県 地元のまぐろを見抜けるのはどっち? - 宮城県vs愛知県vs福岡県 地元のソウルフードを食べているのはどこ? - 北海道vs新潟県vs地元のお米を見極められるのはどっち? | 世界くらべてみたら ゲスト：千原ジュニア、山崎弘也、市川紗椰、ジェシー（SixTONES）、池田美優 日本くらべてみたら スタジオゲスト：池田美優、大友康平、狩野英孝、川合俊一、小峠英二、千賀健永（Kis-My-Ft2）、福士加代子、藤本美貴、溝端淳平、村上佳菜子 日本くらべてみたら ロケゲスト：マギー審司、井戸田潤、こがけん / おばたのお兄さん | 3時間SP （19:00 - 21:58）                                                                                  |
| 111 | 05月28日 | お笑い総選挙&世界ざっくりマップ - 世界に通用する芸人は誰? お笑い芸人総選挙! - 世界ざっくりマップ in アメリカ | 千原ジュニア、山崎弘也、藤本美貴、市川紗椰、ヒコロヒー、ジェシー（SixTONES） | 2時間SP （19:00 - 20:54）                                                                                  |
| 112 | 06月11日 | 世界で最も辛さに強い国はどこなのか!? 激辛大国頂上決戦! - はらぺこツインズが世界のデカ盛りに挑戦! in ハワイ④ - 世界で最も辛さに強い国はどこなのか? メキシコvsトリニダード・トバゴ - 日本の採点カラオケを世界でやってみた! in 南アフリカ・ヨハネスブルグ | 千原ジュニア、山崎弘也、藤本美貴、ジェシー（SixTONES）、池田美優 ロケゲスト：尾形貴弘（パンサー）、井上咲楽 | 2時間SP （19:00 - 20:54）                                                                                  |
| 113 | 06月25日 | 日本で人気のどんぶりは世界で通用するのか!? 世界どんぶり総選挙! - どんぶり総選挙（アメリカ/イタリア/タイ） - インドネシアの双子姉妹が初来日! インドネシアと日本をくらべてみたら | 千原ジュニア、山崎弘也、藤本美貴、ジェシー（SixTONES）、池田美優 | 2時間SP （19:00 - 20:54） 国分太一の無期限活動休止及び番組降板（前途）により、出演シーンをカットして放送。 |
| 114 | 07月03日 | インドネシアの双子姉妹が初めての日本満喫! &世界駄菓子総選挙! - インドネシアの双子姉妹が初来日!【後編】 - 世界駄菓子総選挙（アメリカ/フランス/インド） | 千原ジュニア、山崎弘也、藤本美貴、ジェシー（SixTONES）、池田美優、やす子 | 木曜特別編・90分SP （18:30 - 19:54）                                                                       |
| 115 | 07月23日 | 世界くらべてみたら&日本くらべてみたら3時間SP! - 〈世界くらべてみたら〉 - 世界アイス総選挙（アメリカ/ベルギー/大阪・関西万博） - 〈日本くらべてみたら〉 - 「スシロー」の売り上げデータで都道府県をくらべてみた! - 沖縄県と東京の女子高生が交換留学! 全く違う環境でどんな変化がある? | SPゲスト：堂本光一 秋川雅史、アンタッチャブル、ISSA、池田美優、ジェシー（SixTONES）、千原ジュニア、藤本美貴、松本薫、村上佳菜子 | 3時間SP （19:00 - 21:58）                                                                                  |
| 116 | 08月06日 | フロリダ ウォルト・ディズニー・ワールド・リゾート夏休み満喫SP! - 「日本の皆さん、うちの国知っていますか?」in大阪・関西万博 - フロリダディズニー夏休み大満喫SP 2025 | 千原ジュニア、山崎弘也、藤本美貴、関口メンディー、岡崎紗絵、ジェシー（SixTONES）、池田美優 | 2時間SP （19:00 - 20:54）                                                                                  |
| 117 | 08月20日 | 夏休み特別企画!アマゾンとアフリカをくらべてみた! - はらぺこツインズが総重量6.5kgのロブスターヌードルに挑戦! - 夏休み特別企画!地球規模で自由研究してみたスペシャル! | 千原ジュニア、山崎弘也、藤本美貴、市川紗椰、関口メンディー、岡崎紗絵、ジェシー（SixTONES）、池田美優 ロケゲスト：千原せいじ、照英 | 2時間SP （19:00 - 20:54）                                                                                  |

## スタッフ
（2025年7月以降）
•=ゴールデン進出時から参加
- ナレーター：垂木勉、近藤サト（共に•）
- 構成：興津豪乃（•）、木南広明、狩野孝彦、佐藤大地（•）
- TM：亀山壮一郎（•）
- TD：喜友名邦裕（以前はCAM）、村井陽亮（•）【週替り】
- CAM：山口航
- VE：富田祐介（•）
- 音声：伊藤璃子
- 照明：今田貴也（以前は週替り）
- 美術プロデューサー：宇野宏美（以前は美術デザイナー）
- 美術ディレクター：保田大介（以前も担当→美術制作）
- 装置：上田怜
- 操作：新木大介（一時離脱→復帰）
- 装飾：田村健治
- 電飾：入江智喜（•）
- アクリル装飾：森美男（•）、青木剛（青木→一時離脱→復帰）【週替り】
- ヘアメイク：永野あゆみ、岡口真美（•）【週替り】
- EED：桑野隆徳、古屋卓、笹木康司、河野翔太（共に•、古屋→一時離脱→復帰）【週替り】
- MA：木村亮允
- 音響効果：清水康義
- CG：グレートインターナショナル、株式会社ぴーたん（•）【週替り】
- イラスト：今野さと子【毎週】、江原ノブヒロ、森本レオリオ、リトルベア、テクノカットスタジオ、K-WORK（K-WO→•）【週替り】
- TK：五味真琴
- デスク：菊池友加里、山本夏帆（共に•）
- 技術協力：東京オフラインセンター（以前は機材協力）
- 編成：松本佳奈子（•、2025年2月 - ）
- 配信：山田碧（•）
- 宣伝：安倍由美（途中から）
- 進行：工藤沙莉那（•、2025年7月3日 - ）
- AD：橋本万里華、川畠百華、田中透哉、堀江真由、田島柊、久保陽太朗、クォン・ミンス、桑嶋叶実、水谷文香、久住一哉、小林楽和、石川嘉音、塩川蓮人、喜多川笑歌【週替り】、小野仁美、陶山優衣梨、伊藤エリカ、田邊碧優【毎週】（全員→•）
- AP：渡辺舞（orange.）、佐藤江美（•）、宇和川隆（クリーク・アンド・リバー社）【毎週】、大津彩椰、藤原晴香（•）、野原誓子（•）【週替り】
- FD：川名良和（合同会社フロアーズANDカンパニー、以前はFD►プロデューサー）
- ディレクター：中野聡、清水克洋（Sp!ce Factory）、佐藤貴之、唐川英明（LOGIC）、百々隆了（百々→一時離脱）、鈴木大介、本橋宏志(史)、白川誠、野津頼義・久保玲美衣・中沖嵩博・平塚伶（Zプラス）、河原一貴（極東電視台）、浅野克己（D-PORT）、高木裕太、奥山雄太郎、大倉康平、香月信（香月→NEXTEP）、永井洋之（•）、河野拓海（•）、清野翔太郎（•）、辻井孝之（•）、細川顕（•）【週替り】（中沖・奥山・香月・河野→一時離脱→復帰、奥山→以前は毎週）
- 演出/ディレクター：徳舛充人（•）、山野辺聖勝（Zプラス、以前はディレクター兼務→演出）、井上充（Zプラス、•）、前田匡寛（•）【週替り】
- 演出︰國弘明子（Zプラス、•）【週替り】
- 総合演出：小田切大輔（•、以前は演出）
- プロデューサー：田崎真洋/吉橋隆雄【毎週】、東海林明（THE WORKS）、小澤亜都沙、近藤岳志（Zプラス）、須山英治、土井一真、佐野竜也、田中慶（IKUMA）【週替り】（吉橋→以前はMP、小澤・近藤～田中→•、田崎・東海林・須山・土井・佐野・田中以外→以前は担当プロデューサー、東海林・田中→以前はディレクター、田中→以前は演出/ディレクター）
- スタッフ協力：orange.、Zプラス、NEXTEP（全社→クレジットでの表記無し）
- 制作：TBSテレビコンテンツ制作局制作二部
- 製作著作：TBS

### 過去のスタッフ
- ナレーター：真地勇志、奈良姫菜乃、あおい洋一郎
- TM：八木真、半田圭（•）、寺尾昭彦（•、一時離脱→復帰）
- TD：柳田智明、廣岡達之（廣岡→以前はCAM兼務）【週替り】
- VE：森竜二、吉田崇、木野内洋、宮本民雄【週替り】、深澤愛梨【毎週】
- 照明：鈴木英敬、清水朝彦、小田原琴実【週替り】
- 美術プロデューサー／美術デザイナー：太田卓志
- 美術プロデューサー：澁谷政史（以前は美術制作）
- 装置：相良比佐夫
- 操作：佐藤学、今野貴司（•）
- 装飾：高橋香織
- 電飾：森田光俊
- ヘアメイク：澤田梨沙
- EED：木村（大島）洋介、山崎稔、笹木康司、土田健裕（土田→•）
- イラスト：榎本よしたか
- TK：鈴木裕恵
- デスク：石川夏海、曽我益千子、伊藤藍、市村友希
- SNSリサーチ：野崎恵美子（•、2021年9月22日 - ）
- 編成：辻有一、上田淳也、高橋正尚、宮崎真佐子（宮崎→•）、石原隆史（•、2019年7月18日 - 2020年9月）、高市廉（•）、吉田健一（•）、柳沢光一郎（•、2022年10月19日 - 2023年9月）、武田梓（•、2023年4月19日 - ）、三浦萌（•、2023年11月1日 - ）
- 配信：戸島紅（•）、相川拓也（•）
- AD：大迫莉菜、西野哲生、須田友利子、吉村優花、寺内翔瑠、西華珠紀、伊藤峻介、菅野峻博（西野・吉村優・寺内・菅野峻・斉藤→•）/村井将哉、大川菜月、中野ありさ、酒井あやめ/吉村拓、近藤真帆、青木美月、津野真、栗林雅(唯)文、田中美優、大久保薫子、田原由結、伊藤愛実、三樹華恋、新井由佳子、市澤祐哉、内田早紀、田代梨菜、斉藤祐子、山口直哉、菅野安奈、佐藤萌恵子、松本蘭丸、立川大貴、山本千尋、中村愛奈、遠藤宗平、伊藤真理奈、張詩美、黄羽薔、手塚沙央理、有賀瞳、北村柊杜、塚本知里、辻ゆき乃、長江麻衣、長崎海里素、高橋萌々恵、中村日向子【週替り】、西口汀、林裕介、余焯傑【毎週】（田代・山口以降→•）
- AD/ディレクター：石橋卓憲（•）【週替り】
- AP：松本あゆみ、山口亜里永、大本昌徳、佐藤恵里、渡邊裕美、加藤和恵、佐々木千帆（加藤→•）、狩野由美（狩野→一時離脱►復帰•）
- 制作進行：高橋隼人
- 進行︰名古屋宏明（•、2020年11月4日 - ）
- ディレクター：黒澤寛、岡田秀行、浜田吉織、加藤翔輝、尾籠美佳、吉村拓、住川巌、高橋行広、有馬吉華、吉倉瑞穂、佐川直也、川島佳子、有馬基揮、中島裕子、青柳剛、岡真夕・神垣光（NEXTEP）、犬飼義啓、萬俊之、川村大介、山口大輔、川島成友、大室博一、早川美緒・米本樹・木村翔太（Zプラス）、塚原祐樹、金孝義（NEXTEP）、舟津大雄、宮崎洋平、栗山真、池田浩士（NEXTEP）、高部浩太朗、武石一也、岡本健吾【週替り】、須藤有加、上野海卯【毎週】（早川・木村・金・須藤以外→•、岡田・浜田・神垣以降→•、須藤→以前は演出兼務、池田→一時離脱、上野・高部→以前はAD）
- 演出：酒井甚哉、山井貴超（山井→途中から）、松井英泰（NEXTEP）
- 総合演出：立浪仁志（orange.）
- プロデューサー：首藤光典・磯貝美佐子（極東電視台）、林はる佳（Zプラス）、川田昌弘（NEXTEP）、飯田知佳、升田久美、松原裕、内田久美子（Zプラス）、井上裕次（首藤・飯田・升田→共に途中から、松原・内田・井上→•）
- チーフプロデューサー：畠山渉（2020年10月21日 - 2021年10月・2023年4月19日-6月、以前はプロデューサー、2021年11月24日 - 2023年3月はエグゼクティブプロデューサー）
- スタッフ協力：極東電視台、テレバイダー（クレジットでの表記無し）

## ネット局

### 木曜深夜時代
定期放送
| 放送対象地域 | 放送局                | 系列    | 放送期間                       | 放送日時                     | 備考       |
| ------------ | --------------------- | ------- | ------------------------------ | ---------------------------- | ---------- |
| 関東広域圏   | TBSテレビ（TBS）      | TBS系列 | 2017年10月19日 - 2019年9月19日 | 木曜 23:56 - 翌0:55          | 製作局     |
| 北海道       | 北海道放送（HBC）     | TBS系列 | 2017年10月19日 - 2019年9月19日 | 木曜 23:56 - 翌0:55          | 同時ネット |
| 岩手県       | IBC岩手放送（IBC）    | TBS系列 | 2017年10月19日 - 2019年9月19日 | 木曜 23:56 - 翌0:55          | 同時ネット |
| 福島県       | テレビユー福島（TUF） | TBS系列 | 2017年10月19日 - 2019年9月19日 | 木曜 23:56 - 翌0:55          | 同時ネット |
| 福岡県       | RKB毎日放送（RKB）    | TBS系列 | 2017年10月19日 - 2019年9月19日 | 木曜 23:56 - 翌0:55          | 同時ネット |
| 宮城県       | 東北放送（TBC）       | TBS系列 | 2019年1月10日 - 2019年9月19日  | 木曜 23:56 - 翌0:55          | 同時ネット |
| 静岡県       | 静岡放送（SBS）       | TBS系列 | 不明 - 不明                    | 月曜 23:56 - 翌0:55          | 遅れネット |
| 中京広域圏   | CBCテレビ（CBC）      | TBS系列 | 2017年10月26日 - 不明          | 水曜 21:00 - 21:56           | 遅れネット |
| 広島県       | 中国放送（RCC）       | TBS系列 | 不明 - 不明                    | 金曜 13:55 - 15:00           | 遅れネット |
| 熊本県       | 熊本放送（RKK）       | TBS系列 | 不明 - 不明                    | 土曜 13:00 - 13:55           | 遅れネット |
| 宮崎県       | 宮崎放送（mrt）       | TBS系列 | 不明 - 不明                    | 金曜 0:00 - 1:00（木曜深夜） | 遅れネット |
| 沖縄県       | 琉球放送（RBC）       | TBS系列 | 2017年11月3日 - 不明           | 金曜 14:50 - 15:49           | 遅れネット |

不定期放送
- 青森テレビ（ATV）
- テレビユー山形（TUY） - 2018年3月まで同時ネット。
- 新潟放送（BSN） - 2017年11月5日より、遅れネットで放送開始。2018年4月1日までは日曜 15:54 - 16:53に放送していた。
- 信越放送（SBC） - 2019年4月16日 - 2019年5月28日は火曜 23:56 - 翌0:57、2019年9月12日 - 2020年7月16日は木曜 23:56 - 翌0:57に放送していた（水曜ゴールデンに枠移動後も木曜深夜時代の内容を遅れネット。このため水曜ゴールデン枠と合わせて週2回同番組が放送された）。
- 毎日放送（MBS） - 2018年7月までは金曜（木曜深夜）0:59 - 1:59に放送していた。
- RSK山陽放送（RSK）[注 34] - 主にローカル番組編成で、『水トク!』をネットしない水曜21時台の穴埋めに放送。
- 長崎放送（NBC）
- テレビ山口（tys） - 2019年9月11日に発覚した『クレイジージャーニー』の不祥事による休止の影響で、2019年9月12日深夜放送分は臨時かつ同時ネットで放送。

### 水曜ゴールデン時代
- 前番組の『水トク!』からの名残による全編ローカルセールス枠（TBS系列では1982年開始の『そこが知りたい』から夜のローカルセールス枠を設けている）のため、TBSテレビ以外のネット局では編成の都合により臨時非ネットもしくは後日遅れネットとなる場合がある。
- 当番組が19時開始の3時間スペシャル放送時は19時台に自社制作番組を放送する局では20時から一部内容が放送されない2時間短縮版がTBSテレビからの裏送り同時ネットで放送される。また4時間スペシャル放送時は19時台から21時台を自主編成とする場合は『JNNフラッシュニュース』内包番組となり、21:58までは上記の体裁に準じるが、21:58以降はネットワークセールス枠となるためその枠のみを飛び乗り（飛び乗り局の違和感がない様に1時間番組の体裁で制作）で放送する。

| 放送対象地域   | 放送局                    | 系列    | 放送期間         | 放送時間           | ネット状況 | 備考      |
| -------------- | ------------------------- | ------- | ---------------- | ------------------ | ---------- | --------- |
| 関東広域圏     | TBSテレビ（TBS）          | TBS系列 | 2019年10月30日 - | 水曜 19:00 - 20:00 | 【制作局】 | [ 注 35 ] |
| 北海道         | 北海道放送（HBC）         | TBS系列 | 2019年10月30日 - | 水曜 19:00 - 20:00 | 同時ネット |           |
| 青森県         | 青森テレビ（ATV）         | TBS系列 | 2020年3月25日 -  | 水曜 19:00 - 20:00 | 同時ネット |           |
| 岩手県         | IBC岩手放送（IBC）        | TBS系列 | 2020年1月15日 -  | 水曜 19:00 - 20:00 | 同時ネット |           |
| 宮城県         | 東北放送（tbc）           | TBS系列 | 2019年10月30日 - | 水曜 19:00 - 20:00 | 同時ネット |           |
| 山形県         | テレビユー山形（TUY）     | TBS系列 | 2019年10月30日 - | 水曜 19:00 - 20:00 | 同時ネット |           |
| 福島県         | テレビユー福島（TUF）     | TBS系列 | 2019年10月30日 - | 水曜 19:00 - 20:00 | 同時ネット |           |
| 山梨県         | テレビ山梨（UTY）         | TBS系列 | 2019年10月30日 - | 水曜 19:00 - 20:00 | 同時ネット |           |
| 新潟県         | 新潟放送（BSN）           | TBS系列 | 2019年10月30日 - | 水曜 19:00 - 20:00 | 同時ネット |           |
| 長野県         | 信越放送（SBC）           | TBS系列 | 2019年10月30日 - | 水曜 19:00 - 20:00 | 同時ネット |           |
| 静岡県         | 静岡放送（SBS）           | TBS系列 | 2019年10月30日 - | 水曜 19:00 - 20:00 | 同時ネット |           |
| 富山県         | チューリップテレビ（TUT） | TBS系列 | 2019年10月30日 - | 水曜 19:00 - 20:00 | 同時ネット |           |
| 石川県         | 北陸放送（MRO）           | TBS系列 | 2019年10月30日 - | 水曜 19:00 - 20:00 | 同時ネット |           |
| 中京広域圏     | CBCテレビ（CBC）          | TBS系列 | 2019年10月30日 - | 水曜 19:00 - 20:00 | 同時ネット | [ 注 36 ] |
| 近畿広域圏     | 毎日放送（MBS）           | TBS系列 | 2019年10月30日 - | 水曜 19:00 - 20:00 | 同時ネット | [ 注 37 ] |
| 鳥取県・島根県 | 山陰放送（BSS）           | TBS系列 | 2019年11月20日 - | 水曜 19:00 - 20:00 | 同時ネット |           |
| 広島県         | 中国放送（RCC）           | TBS系列 | 2019年10月30日 - | 水曜 19:00 - 20:00 | 同時ネット |           |
| 山口県         | テレビ山口（tys）         | TBS系列 | 2019年10月30日 - | 水曜 19:00 - 20:00 | 同時ネット |           |
| 愛媛県         | あいテレビ（itv）         | TBS系列 | 2019年10月30日 - | 水曜 19:00 - 20:00 | 同時ネット |           |
| 高知県         | テレビ高知（KUTV）        | TBS系列 | 2019年10月30日 - | 水曜 19:00 - 20:00 | 同時ネット |           |
| 福岡県         | RKB毎日放送（RKB）        | TBS系列 | 2019年10月30日 - | 水曜 19:00 - 20:00 | 同時ネット |           |
| 長崎県         | 長崎放送（NBC）           | TBS系列 | 2019年10月30日 - | 水曜 19:00 - 20:00 | 同時ネット |           |
| 大分県         | 大分放送（OBS）           | TBS系列 | 2019年10月30日 - | 水曜 19:00 - 20:00 | 同時ネット |           |
| 岡山県・香川県 | RSK山陽放送（RSK）        | TBS系列 | 不定期放送       | 不定期放送         | 遅れネット | [ 注 38 ] |
| 熊本県         | 熊本放送（RKK）           | TBS系列 | 不定期放送       | 不定期放送         | 遅れネット |           |
| 沖縄県         | 琉球放送（RBC）           | TBS系列 | 不定期放送       | 不定期放送         | 遅れネット |           |

- 宮崎放送（mrt）と南日本放送（MBC）[注 39]は水曜ゴールデン昇格以降の同時または遅れネットでの放送実績がなかったが、2021年1月6日の4時間スペシャルにおいて前者はフルネット、後者は21:57からの1時間短縮版が放送された[注 40]。